# Fort (Colombo)
Fort Colombo was een fort gebouwd door de Vereenigde Oost-Indische Compagnie. Het is nu de wijk Fort (Sinhala: කොටුව, Kotuwa: Tamil: கோட்டை, Kōṭṭai) in Colombo, de economische hoofdstad van Sri Lanka. Het is het hart van het zakencentrum van het moderne Colombo, met voornamelijk gebouwen uit de Britse tijd en later. Op deze plek stond oorspronkelijk een fort dat gebouwd werd door de Portugezen en dat later is overgenomen door de VOC. Van fortificaties is niet zoveel meer te bekennen. De geest ervan is nog te ontwaren in het stratenpatroon en hier en daar staan willekeurige restanten tussen modernere bebouwing.

## Geschiedenis

### Portugese tijd
De Portugezen waren al sinds halverwege de 16de eeuw aanwezig op Ceylon, en hadden het Singalese koninkrijk van Kotte in zuidwest Ceylon onderworpen. Ze exporteerden kaneel, dat vrijwel uitsluitend op Ceylon groeide, en behaalden daarmee grote winsten in Europa.
In het bergachtige binnenland bevond zich nog het koninkrijk van Kandy, dat niet gelukkig was met de veroverings- en bekeringsdrift van de Portugezen. Toen de VOC, met een expeditie in 1602 onder van Spilbergen, voor het eerst op Ceylon aankwam, aan de oostkust bij Batticaloa, ontdekte zij het bestaan van dit rijk. Van Spilbergen reisde naar Kandy, en uit deze ontmoeting kwam het verzoek voort om de Portugezen te verjagen, in ruil voor de kaneelhandel.

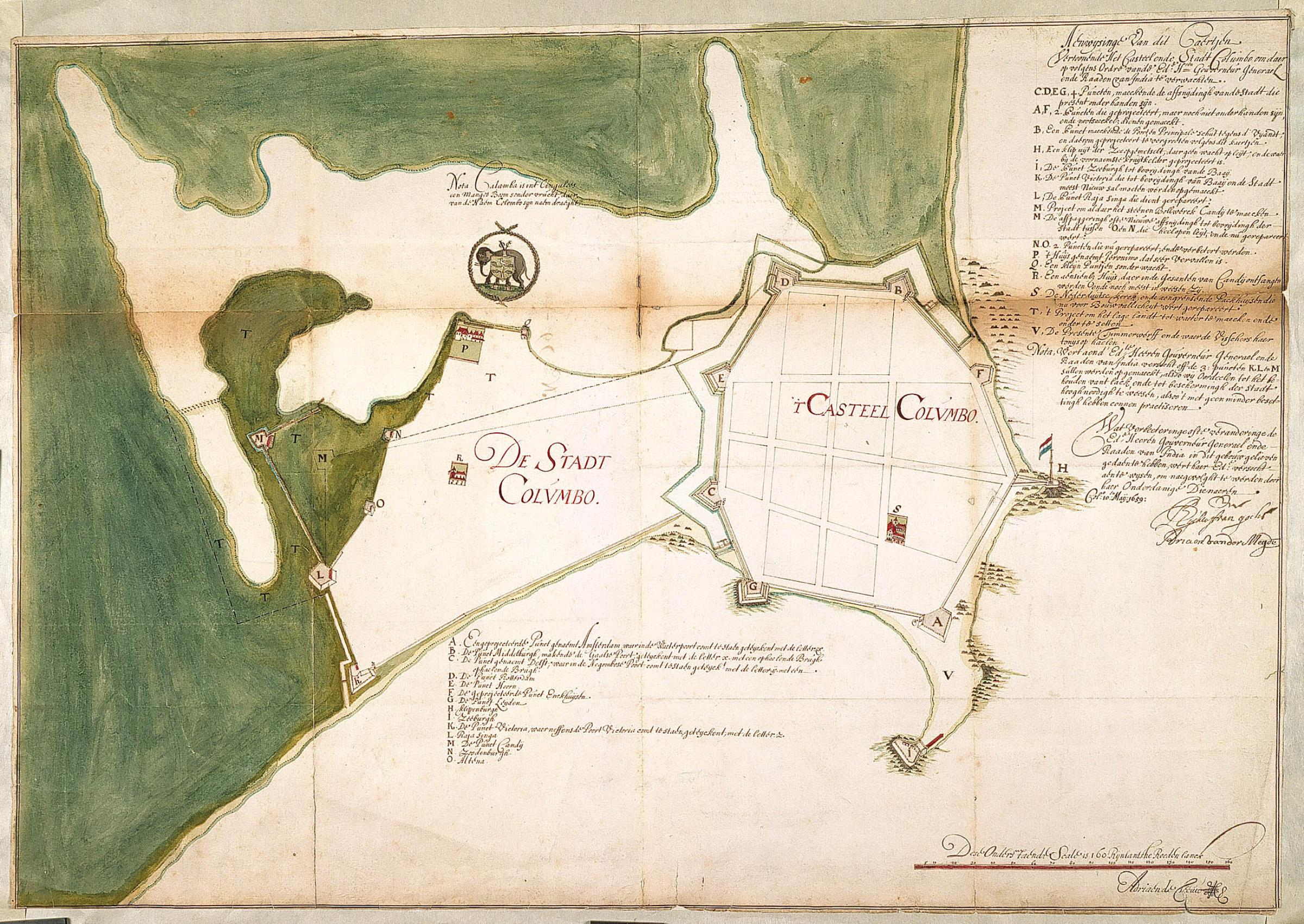
Het kasteel en de stad Colombo, 1659

De muren van het Portugese fort bestreken een groot gebied, tot voorbij het huidige Pettah, de volkswijk die grenst aan Fort. Aan de oostkant liep de muur ter hoogte van het huidige Kayman's Gate (waar ooit de Kaaimanpoort stond). Het was hier dat de Nederlanders in 1656 het Portugese fort aanvielen, vanuit wat nu de wijk Hulftsdorp is, genoemd naar de aanvalsleider, Gerard Hulft. De VOC was bezig de Portugezen uit Ceylon te verdrijven om het monopolie op kaneel over te nemen. De strijd om Colombo was een van de titanengevechten tussen de twee rivalen, zoals de strijd om Malakka en Macau. Na een beleg van 7 maanden, waarbij veel verliezen werden geleden en ook Hulft sneuvelde, lukte het de VOC om de stad in te nemen.

### Nederlandse tijd
De inname van de forten van Colombo in 1656 en Jaffna in 1658 voltooide voor de VOC de verovering van Ceylon op de Portugezen. Het doel: het monopolie op de handel in kaneel, was bereikt. Colombo werd voortaan het bestuurscentrum in plaats van Galle, ondanks dat Galle een veel betere natuurlijke haven had die het hele jaar bruikbaar was. De haven van Colombo was slechts bruikbaar van december tot april. De rest van het jaar was de noordwestenwind te sterk. Dit betekende dat het vervoer van goederen vaak overland moest.
De stad, die door de bombardementen tijdens het beleg zwaar beschadigd was, werd grotendeels opnieuw opgebouwd. Eigenlijk was het de bedoeling dat het fort zou worden overgedragen aan de koning van Kandy, Raja Singha II, die het wilde laten afbreken. De Compagnie vond echter dat Raja Singha niet voldoende had geholpen in de strijd tegen de Portugezen en dat hij zwaar in gebreke bleef bij het vergoeden, in de vorm van kaneel, van de zware verliezen die de VOC had geleden in de strijd. Raja Singha zag liever dat de Hollanders na hun geklaarde klus zouden vertrekken, en dacht dat als hij ze weinig kaneel verschafte ze wel weg zouden gaan. Dat was niet hoe de VOC opereerde. Het hield de forten in onderpand en zette de kosten van onderhoud en van de garnizoenen op de rekening van de koning, zodat deze steeds verder opliep en onbetaalbaar werd. Het nam bovendien zelf de kaneeloogst ter hand, door gebruik te maken van de diensten van de Chalia's, een bevolkingsgroep in Ceylon die de plicht had twee keer per jaar kaneel te schillen voor de landeigenaar, nu dus de VOC. Kaneelbomen groeiden in het wild in heel het zuidwesten van Ceylon. De hoogste kwaliteit kaneel (de gedroogde binnenbast van de boom) werd nabij Colombo en Negombo gevonden. De opbrengst ervan werd in mindering gebracht op de rekening van de koning, die desondanks onbetaalbaar bleef.

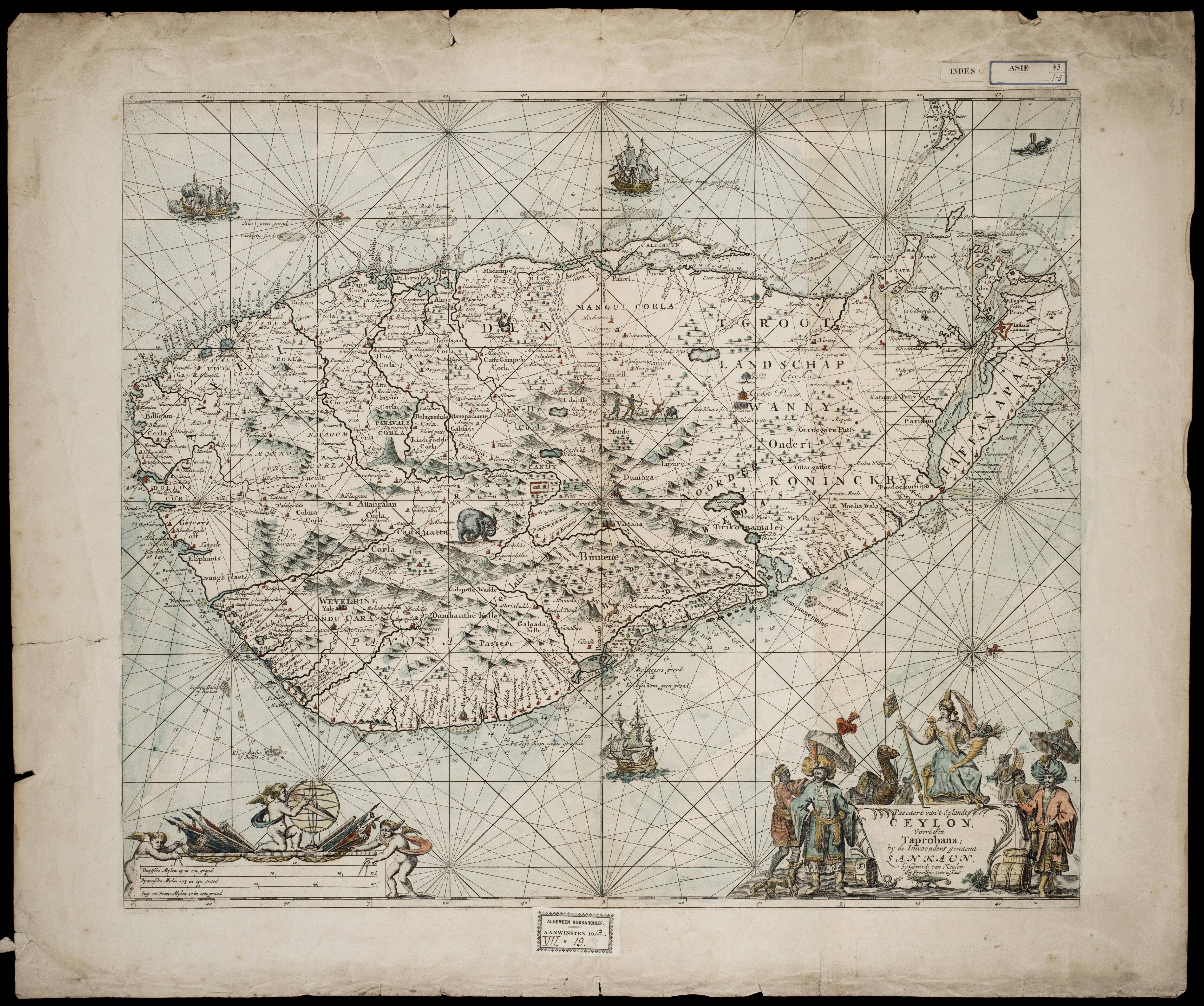
Kaart van Ceylon uit 1753.

De VOC moderniseerde en verkleinde het fort tot het meest westelijke deel, dat bijna een eilandje was, slechts op een paar punten verbonden met het vasteland en verder omringd door de zee en aan de landzijde door een meer met krokodillen. Behalve dat het zo beter verdedigbaar was kon het toe met een kleiner garnizoen. Het werd het Kasteel genoemd, net als het fort van Batavia. In het fort woonden de hogere kooplieden, officieren en soldaten. Het kan gereconstrueerd worden aan de hand van beschrijvingen uit het verleden en oude kaarten, prenten en schilderijen. Het had een rechthoekig stratenpatroon waarlangs loofbomen en palmbomen waren geplant. Rond de hele muur was aan de binnenkant een weg die de bastions met elkaar verbond. Er was een gracht met stromend water vanuit het meer. Er stond een imposant gouvernementsgebouw (tegenwoordig President's House), dat volgens Francois Valentijn's beschrijving van rond 1700 tot een van de beste in Azië gerekend mocht worden, en een kerk, pakhuizen, kantoren, een kruitmolen en een zaagmolen, en een ziekenhuis. Het ziekenhuis bestaat nog steeds en is in 2011 gerestaureerd. Het staat bekend als het Dutch Hospital, en bevat nu winkeltjes en cafés.
Uiteindelijk telde het fort negen bastions. Aan de zuidelijke landzijde, langs het meer, waren de grootste Middelburg en Rotterdam. Hier is niets meer van over. Op deze plek, langs Lotus Road, staan nu grote vijfsterrenhotels.
Aan de oostelijke landzijde waren de bastions Hoorn en Delft, met daarvoor een gracht en een moerassig gebied, het Buffelsveld, dat bij een aanval onder water gezet kon worden door middel van een overloop, de Beer, vanuit het meer, dat nu Beira meer heet. Tussen Hoorn en Delft was de Delftse poort, de hoofdpoort van het fort, die via twee ophaalbruggen over de gracht en een weg door het moerassige land toegang bood tot een uitgebreide woonwijk met boomrijke lanen en huizen in de koloniale stijl: één verdieping, met rode dakpannen en schaduwrijke veranda's met pilaren. Dit noemde men de oude stad of de voorstad. Eind 17de eeuw werd het nog omringd door muren uit de Portugese tijd maar in de loop van de 18de eeuw zijn deze gesloopt. De weg, de Koningsstraat, liep door naar de andere kant en kwam uit bij de Kaaiman poort, de vroegere Portao Reinha. De weg heet tegenwoordig Main Street en de wijk heet de Pettah (Anglo-Indiaas voor ‘wijk buiten het fort’). Tegenwoordig is het een rommelige, drukke volkswijk met winkels, bedrijven en bazaars. Enkele overblijfselen uit de VOC-tijd zijn hier te vinden, zoals de Kayman’s Gate klokkentoren, die nu verloren op een straathoek tussen de chaotische moderne bebouwing en het verkeer staat. De residentie van gouverneur Thomas van Rhee van eind 17de eeuw is nu het Colombo Dutch Museum aan Prince Street. Het is een groot gebouw met indrukwekkende pilaren en een ruime binnenplaats. Verderop op een heuvel, vroeger te midden van het groen, nu te midden van het langsrazende verkeer van scooters en auto's, staat de Wolvendaalse Kerk, rond 1750 gebouwd ter vervanging van de kerk in het fort die bouwvallig was geworden.
De Delftse poort liep met een S-vorm door de muur. Een klassieke constructie die al in middeleeuwse kastelen werd toegepast. Van deze poort is nog een heel klein stukje van de S-vormige gang bewaard gebleven. Rond 1970 stond er ook nog een stuk van het poortgebouw, en werd de poort gebruikt als garage. Tegenwoordig is alleen dat stukje nog over. Het is als monument geïncorporeerd in een modern bankgebouw aan Bristol Street.

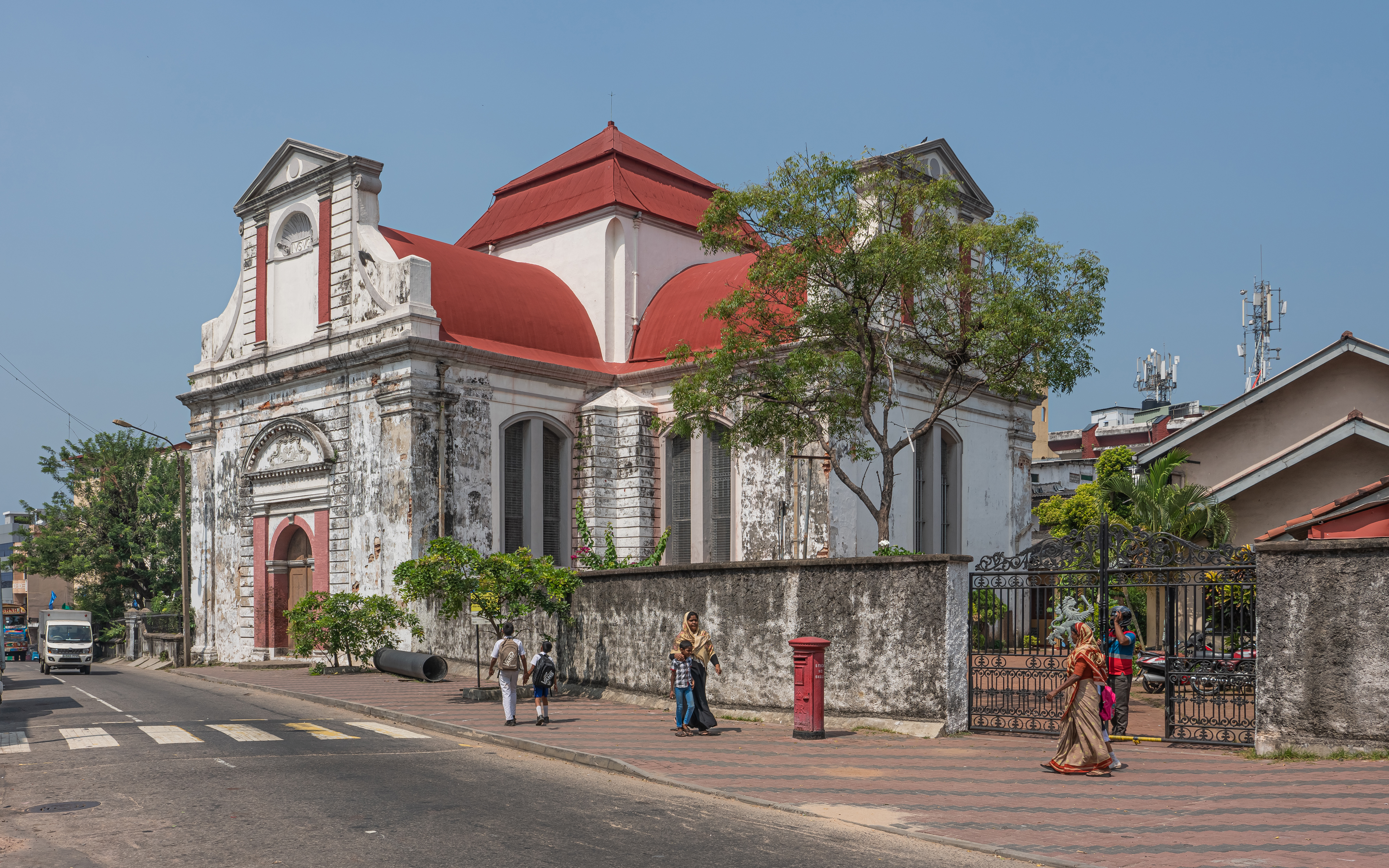
De Wolvendaalse kerk

Op de noordoostelijke hoek aan zee was het zware Leiden bastion, met plaats voor meer dan 30 kanonnen die de haven en het land ten oosten bestreken. Aan de havenzijde waren de bastions Amsterdam en Battenburg, en dan Waterpas aan het uiteinde van het havenhoofd. In dit havengebied stonden nog vrij recent pakhuizen en muren uit de VOC tijd, maar een aantal zijn gesloopt bij het moderniseren van de haven. Een van de pakhuizen, een bijzonder stevig exemplaar uit 1676 dat ook nog in gebruik is geweest als gevangenis, is gerestaureerd en herbergt sinds 2003 het Sri Lanka Ports Authority Maritime Museum. De zee is hier nu nauwelijks nog te zien. Waar kort geleden de golven van de Indische Oceaan tegen de rotsen sloegen is nu gereclameerd land waarop wordt gebouwd aan de CIFC (Colombo International Financial City).
Aan de westelijke zeezijde was bastion Den Briel, en als laatste, om de cirkel rond te maken, Enkhuizen. Van deze bastions is nog een deel over en stukken van de muren zijn te zien vanaf Chaithya Road. Ze bevinden zich op het terrein van het hoofdkwartier van de marine, evenals een klein poortje dat toegang gaf tot de zee: Galbokka poort, met het jaartal 1676.
Tussen Enkhuizen en Middelburg bastion was de Gallepoort, die toegang gaf tot de weg naar Galle.

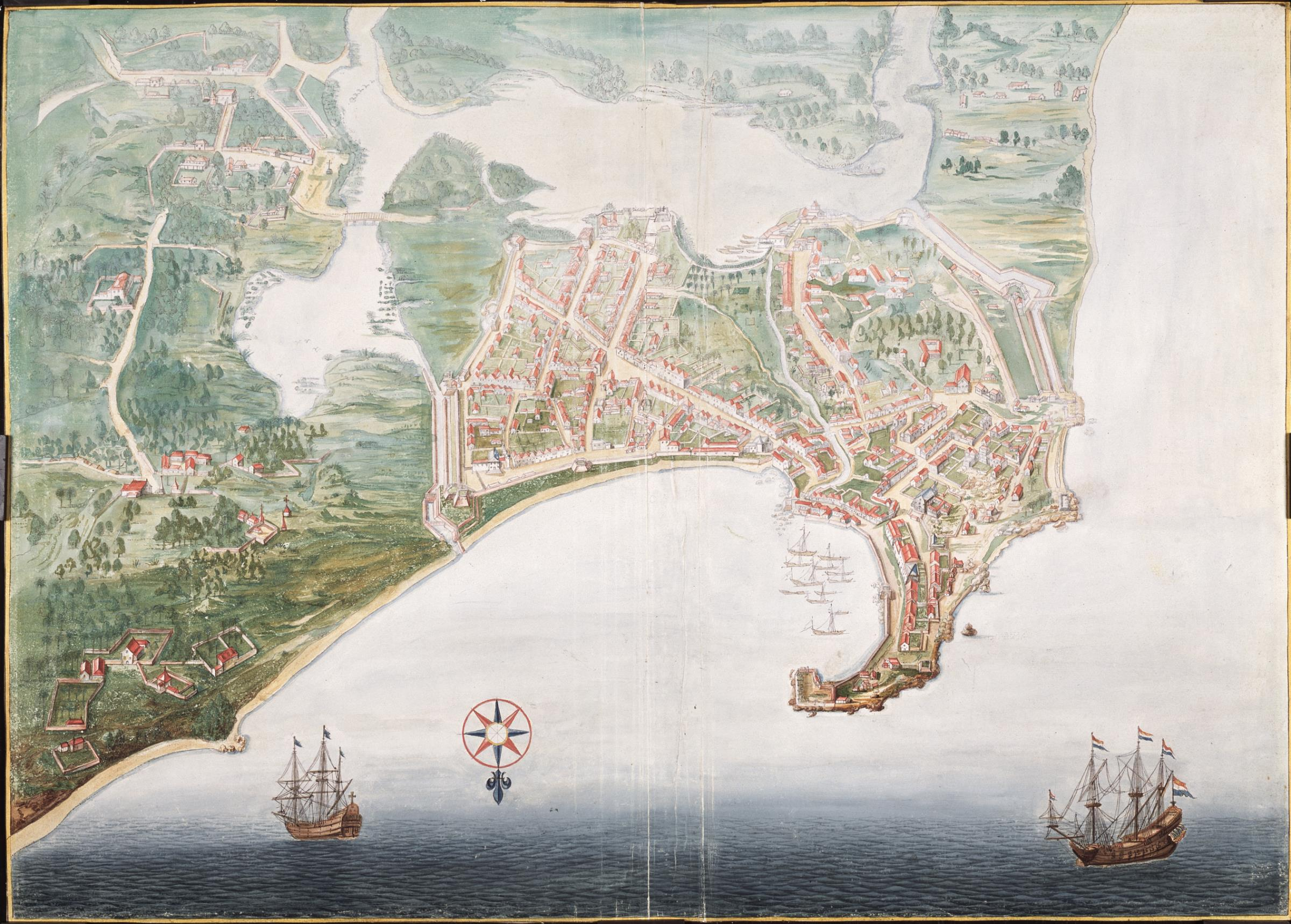
Kaart van Colombo rond 1672

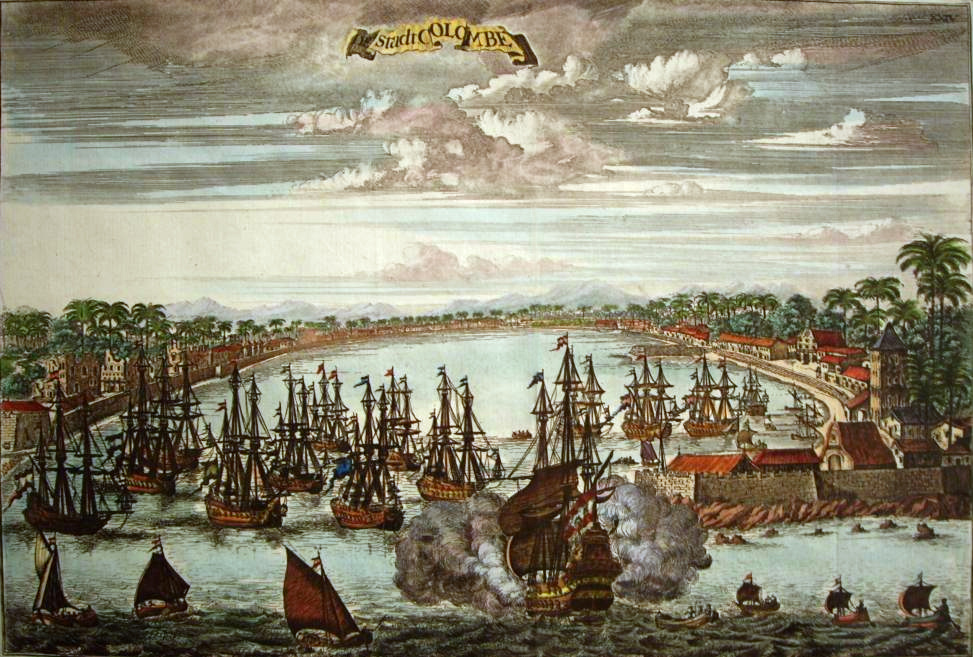
Colombo rond 1680

De gehele 17e eeuw was er sprake van een moeizame relatie met Kandy, die wisselde tussen oorlog en gewapende vrede. De VOC bezette het grootste deel van de kust van het eiland. Raja Singha noemde de VOC de beschermer van zijn kusten. De VOC vond dat hij daarvoor moest betalen in de vorm van kaneel maar de koning deed dat niet. Het resultaat was dat zijn rijk ingesloten raakte en de handel met India ernstig belemmerd werd. Om ook kaneel te kunnen schillen op het grondgebied van de koning gingen gezanten van de gouverneur jaarlijks op audiëntie naar het hof van Kandy, en gaven hem exotische geschenken. Sommige jaren ging dat goed, en soms zette Raja Singha de ambassadeurs gevangen en hield ze jarenlang vast, zodat een audiëntie een riskante onderneming werd. De VOC ging door met de kaneeloogst, maar kon de schillers niet goed beschermen tegen aanvallers uit Kandy. De bomen stonden te veel verspreid door de bossen. Er was daarom een voortgaand debat binnen de VOC over de vraag of er een harde lijn, dan wel een 'appeasement' politiek gevoerd moest worden ten opzichte van Raja Singha. Pas na diens dood in 1687 kwam de relatie met Kandy in rustiger, maar nooit comfortabel vaarwater. In de 18de eeuw overheerste de zachte aanpak. Daardoor kon er bespaard worden op militaire uitgaven, maar daalde ook het ontzag dat de bevolking had voor de Compagnie, wat Kandy de kans gaf zijn invloed op de Singalezen in het laagland te vergroten. De kaneelschillers zagen de koning van Kandy als hun werkelijke heerser, en deze hoefde maar met zijn vingers te knippen of de schillers stopten met hun werk of gingen er vandoor.
In 1760 brak er een opstand uit onder de laagland Singalezen, waarbij Kandy de kant van de rebellen koos. De forten van Hanwella, Tangalle en Matara gingen verloren, en ook Galle en Colombo werden bedreigd. Een nieuwe gouverneur, van Eck, sloeg de opstand neer en ondernam een veldtocht naar Kandy, dat in 1765 veroverd werd. Zijn opvolger, Falck, deed dat nog eens over en sloot in 1766 een verdrag met de koning waarin de VOC de soevereiniteit over de gehele kust van Ceylon kreeg. Om minder afhankelijk te zijn van het kaneelschillen op het grondgebied van Kandy werden rond Colombo voor het eerst kaneelplantages aangelegd. Ook was men begonnen met de verbouw van koffie en rubber.
Vooral door de kaneelpluk groeide de handelspost Colombo snel. In 1694 woonden er bijvoorbeeld 409 gezinnen in het fort, waarvan de mannen voor ongeveer de helft Europeanen waren, die weer voor ongeveer de helft met niet-Europese vrouwen getrouwd waren. Uiteindelijk groeide Colombo uit tot een bestuurscentrum voor een gebied met meer dan 350.000 mensen. Aan het hoofd stond de gouverneur, bijgestaan door de commandeurs van Galle en Jaffna. Alleen de top van het bestuur bestond uit Europeanen, in de 18de eeuw enkele honderden mensen, terwijl verder het inheemse bestuur zoveel mogelijk intact werd gehouden. Hetzelfde gold voor het complexe systeem van rechten en plichten van verschillende bevolkingsgroepen, en voor religie. Het totale personeel van de VOC op Ceylon varieerde in de 18de eeuw tussen de 3000 en 5000 personen, meerendeels soldaten en zeelieden. In heel Azië was dat, op 25 handelsposten, tussen de 18000 en 25000.
In 1783 bezocht Jacob Haafner Colombo op zijn reis te voet door Ceylon. Hij beschreef de haven als ‘zeer goed voor kleine schepen of vaartuigen, de groote zijn echter genoodzaakt op de reede te blijven, die omtrent een vierde van eene mijl van de haven verwijderd is; doch waar zij aan hevige en menigvuldige rukwinden zijn blootgesteld’. Over het fort schreef hij dat daar gouverneur Falck ‘en de voornaamste personen hun verblijf houden. Men vindt er zeer schoone huizen en straten, ook zijn hier de magazijnen, arsenalen en kantoren der Compagnie’. De stad daarbuiten was ‘zeer aangenaam gelegen, heeft groote en breede straten, en is aan den oever eener schoone en breede, met visschen en krokodillen vervulde rivier gebouwd. Men heeft er eene groote menigte van herbergen en koffijhuizen, op de Hollandsche wijze ingerigt, waar men zich met het biljard-, kegel-, dam- en andere spelen kan vermaken’.
In tegenstelling tot Batavia, waar door malaria de Nederlandse gemeenschap altijd klein bleef, was er in Colombo tegen het einde van de 18e eeuw een grote groep daar geboren burgers die er soms al vijf generaties woonden. Zij zijn de voorouders van de hedendaagse Dutch Burghers in Sri Lanka.

### Britse tijd

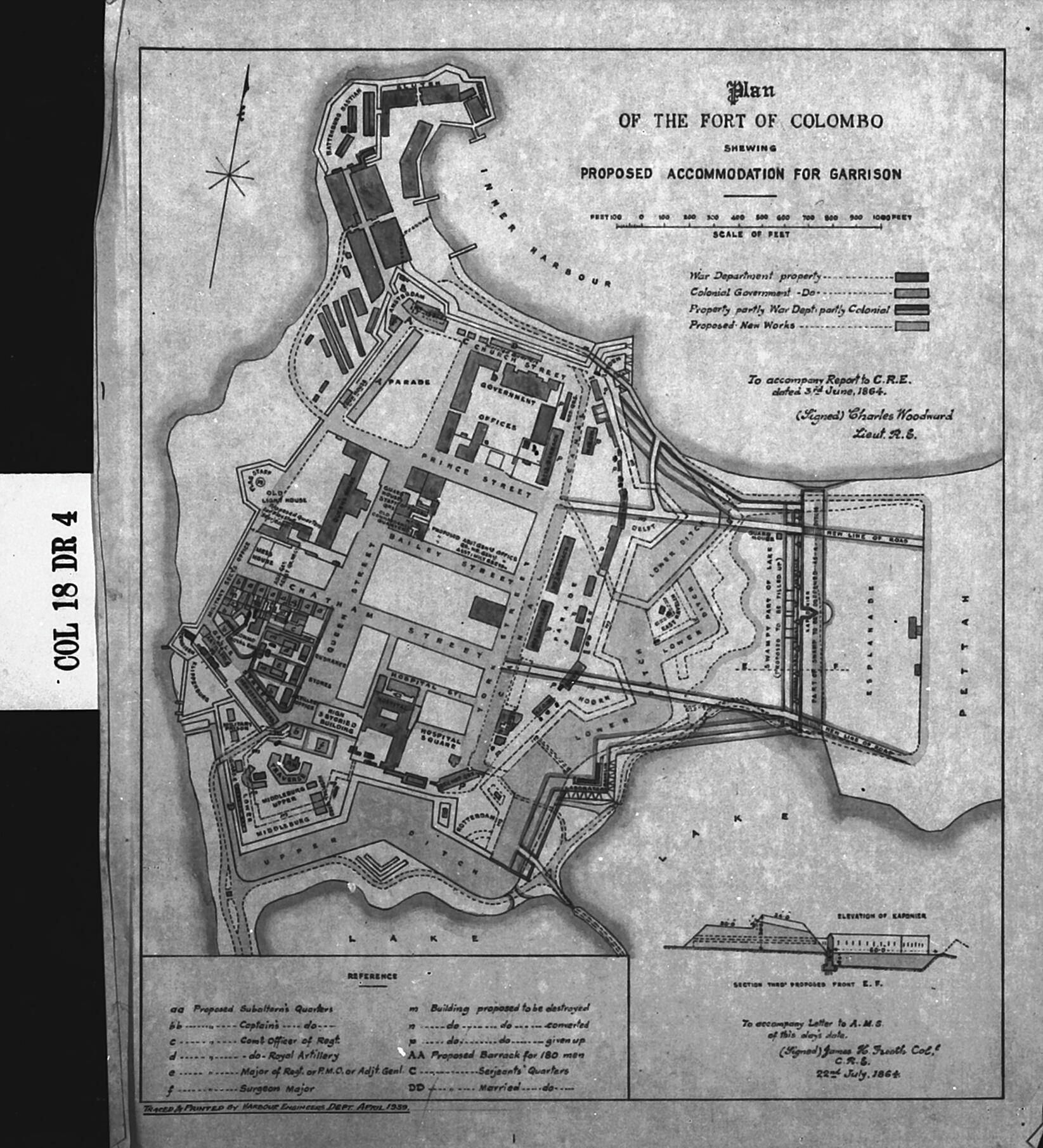
Plattegrond van het fort in 1864, vlak voor de afbraak begon

In 1796 werd Ceylon overgenomen door de Britten. De laatste gouverneur, Johan van Angelbeek, droeg op 15 februari het fort van Colombo over, inclusief pakhuizen vol handelswaar die vanwege oorlog met Frankrijk niet verscheept had kunnen worden. De Republiek was allang geen grootmacht meer en was een jaar daarvoor bezet door een revolutionair leger van de Fransen in de Eerste Coalitieoorlog en was als de 'Bataafse Republiek' een vazalstaat van Frankrijk geworden. Stadhouder Willem V was gevlucht naar bondgenoot Engeland en tekende daar een verklaring waarin stond dat het bevel over alle overzeese handelsposten overgedragen moest worden aan Groot-Brittannië, om te voorkomen dat ze in Franse handen zouden vallen. De Britten aasden al langere tijd op Ceylon, vanwege de kaneel en de perfecte haven van het strategisch gelegen Trincomalee aan de oostkust. Ze onderhielden daartoe vanuit Madras geheime contacten met het rijk van Kandy, en stuurden er missies naar toe, zoals de VOC had gedaan in de Portugese tijd. Ze waren dus niet van zins Ceylon weer af te staan. Bij de vrede van Amiens in 1802 ging Ceylon definitief naar Groot-Brittannië. De VOC was intussen failliet verklaard en opgeheven.
Voor de Kandianen herhaalde de geschiedenis zich, want al snel bleek dat ook nu de ene koloniale mogendheid vervangen was door een nog sterkere. Diplomatie veranderde allengs in oorlog, en in 1817 veroverden de Britten na een zware strijd in de jungle Kandy, wat meteen ook het einde betekende van het koninkrijk.
In het begin van de Britse periode in Ceylon veranderde er weinig aan Colombo. De Pettah was in de loop van de tijd kilometers ver naar het oosten en zuiden gegroeid en bood een plek aan velerlei commerciële activiteiten. Robert Percival, een militair in het Britse leger in Ceylon rond 1800, beschreef Colombo als: 'alles bij elkaar genomen, voor zijn grootte, een van de drukst bevolkte steden in India. Nergens worden zoveel verschillende talen gesproken, of leven zoveel mensen met verschillende nationaliteiten, gewoontes en religies'.

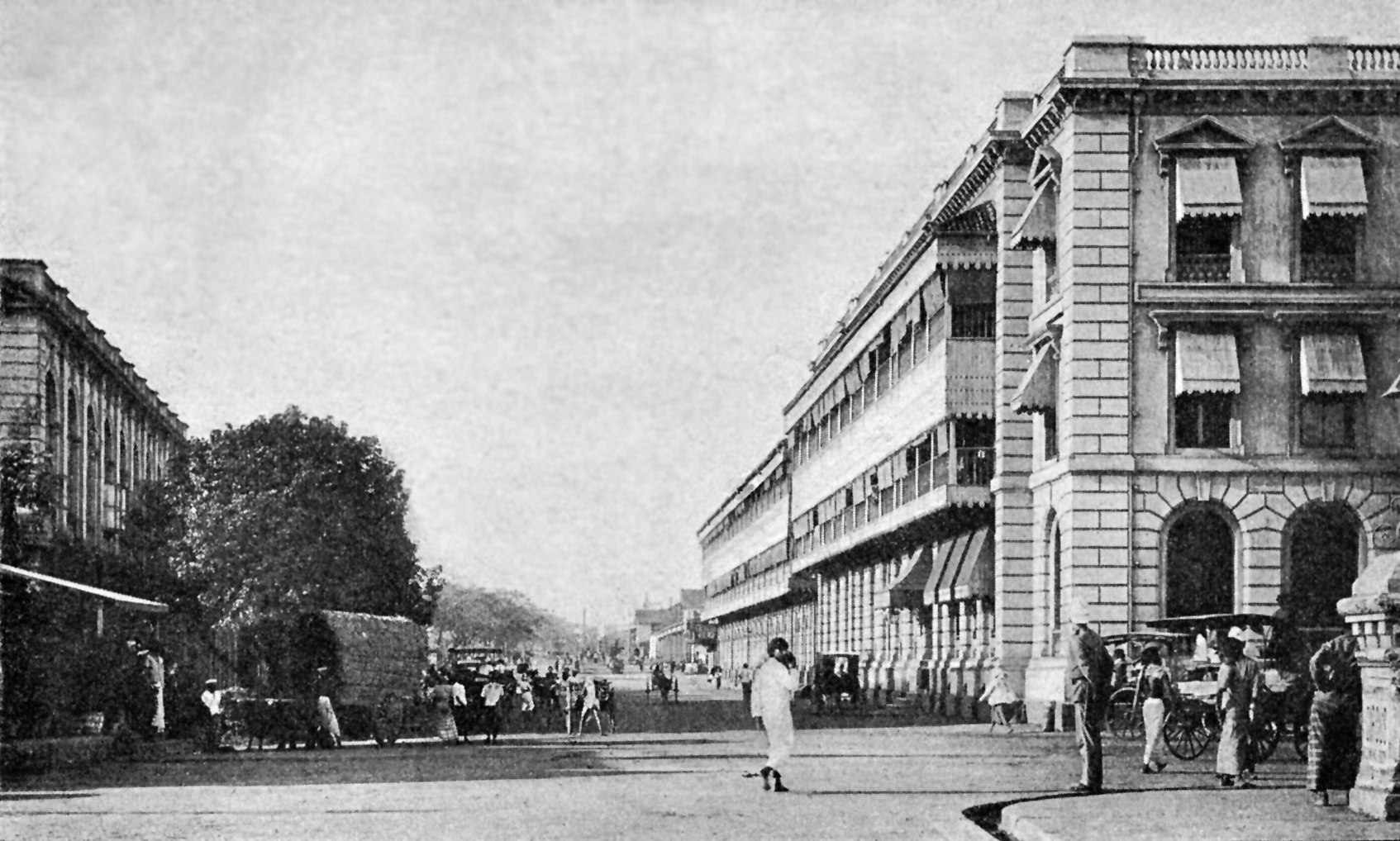
York street in Fort in 1905

Later in de 19de eeuw raakten de kaneeltuinen in verval. De Britten hadden het kaneelmonopolie afgeschaft omdat het lastig te handhaven was. Dit leidde tot een groter aanbod, waardoor de prijs kelderde. Ook liet men cassia op de markt komen; de inferieure maar goedkopere variant van kaneel uit Zuid-India, waarmee de kaneel van Ceylon niet kon concurreren. Het grootste exportprodukt was in die tijd koffie, dat het goed bleek te doen in het bergklimaat in het binnenland. Pas eind 19de eeuw kwam de theecultuur op gang, en werden de met jungle begroeide bergen van het rijk van Kandy gestaag veranderd in onafzienbare theeplantages.

Gezicht op het fort in 1848

Rond 1870 gebeurde wat er rond die tijd in veel oude vestingsteden in de wereld gebeurde: de militair nutteloos geworden fortificaties werden grotendeels afgebroken om plaats te maken voor stadsontwikkeling en doorstroming van verkeer. Ook veel andere oude gebouwen werden gesloopt en vervangen door gebouwen in Britse stijl. In die tijd kreeg het centrum van Colombo zijn huidige Britse koloniale aanzien, met Victoriaanse gebouwen en de gebruikelijke klokkentoren. De oude straten van het fort zijn nu drukke verkeerswegen met namen als York Street, Chatham Street en Bristol Street. Het centrum heet echter nog steeds Fort.

### Moderne Tijd

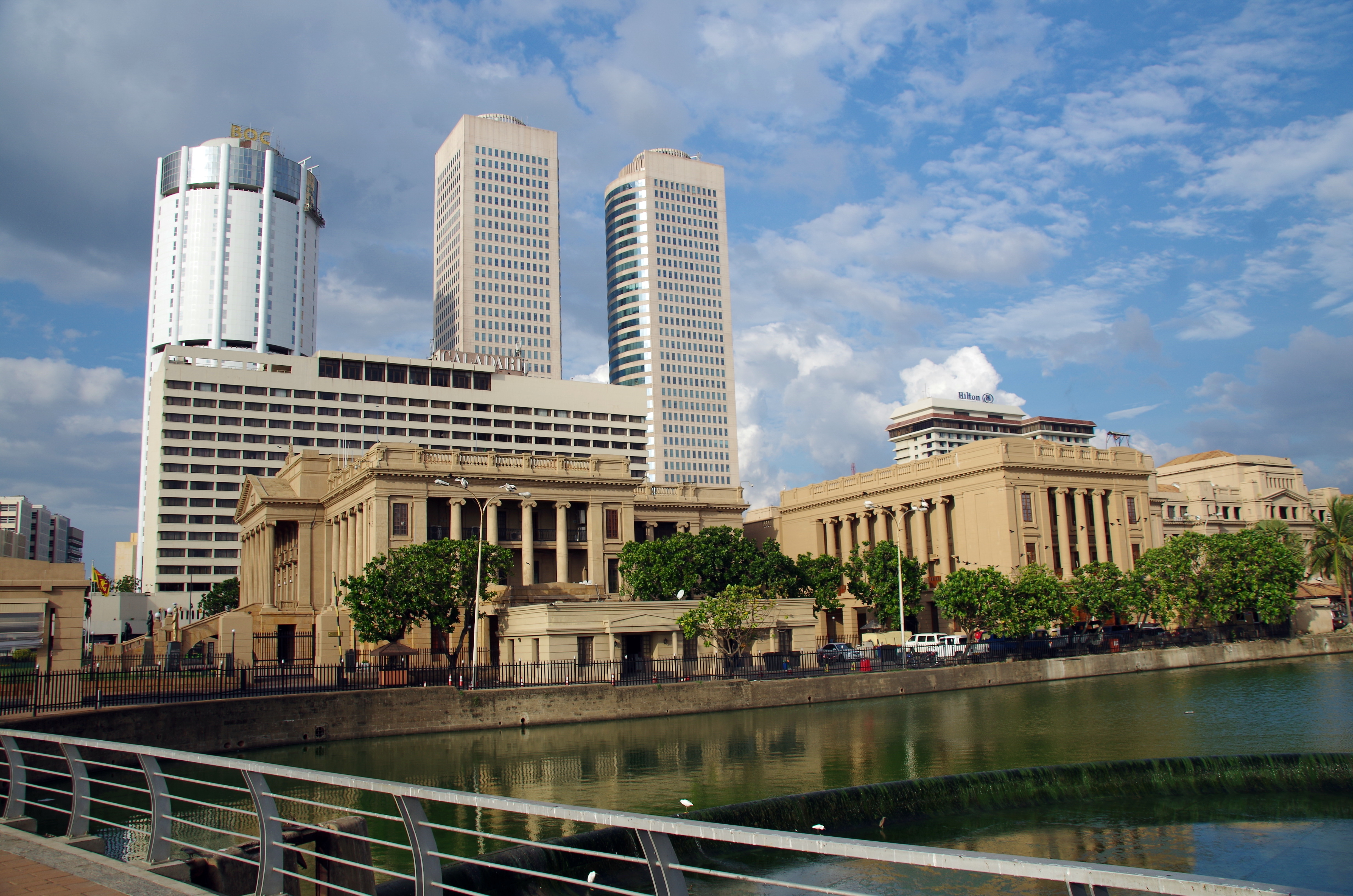
Fort met zicht op het Oude parlementsgebouw

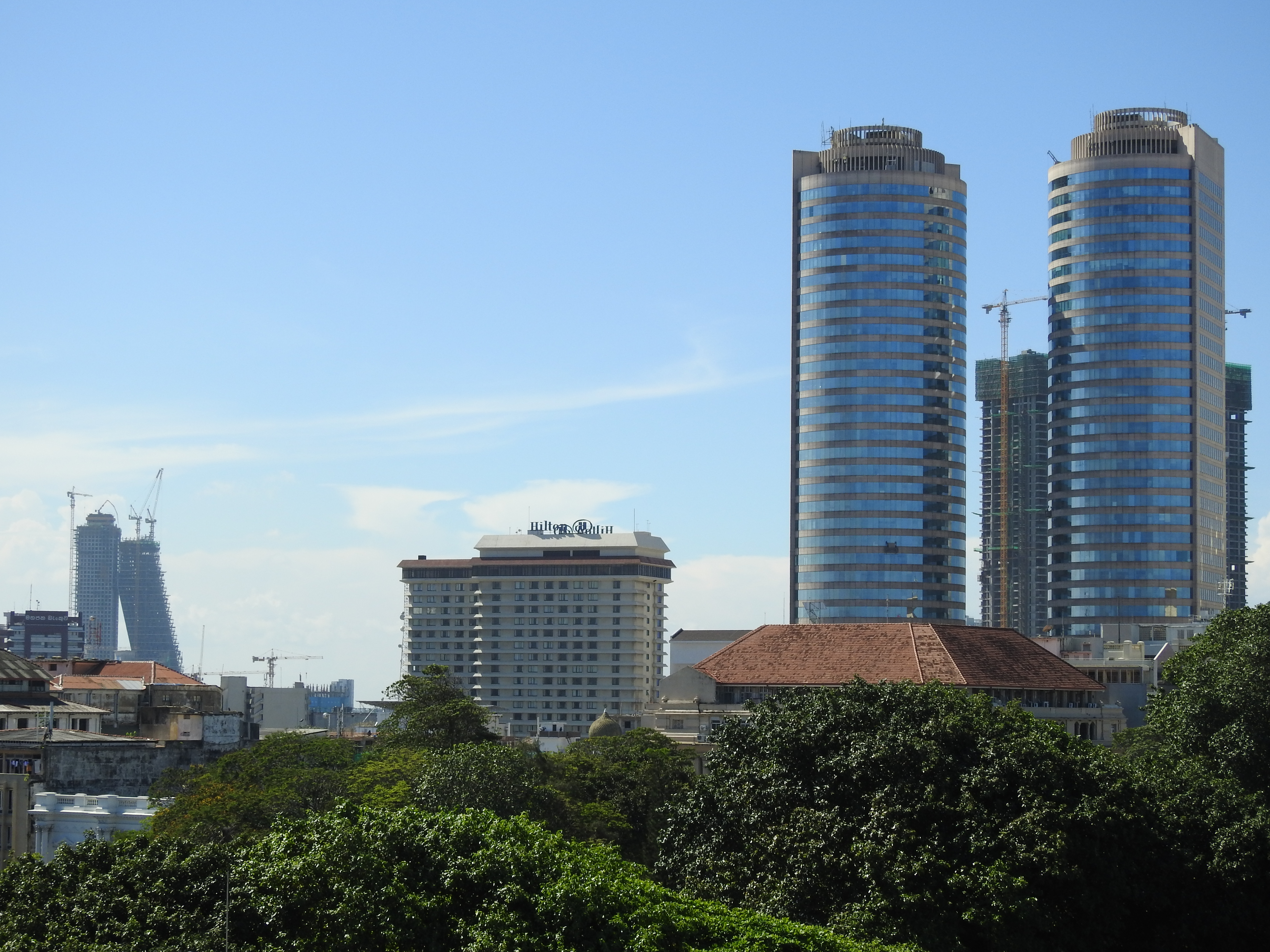
Fort met zicht op het World Trade Center Colombo

Tegenwoordig heet de wijk nog steeds Fort, en bevat het een mix van gebouwen uit verschillende tijdperken. Het meest opvallende is het President's House, de officiële residentie van de president van Sri Lanka, naast de Gordon Gardens. Het gebouw vindt zijn oorsprong in de Nederlandse tijd toen het de residentie was van de Nederlandse gouverneur. Later zetelde de Britse gouverneur er, vandaar dat het tot 1972 bekend stond als Queen's House. Het presidentiële secretariaat is gehuisvest in het oude Britse parlementsgebouw in neobarokke stijl. Nabij zijn ook belangrijke ministeries gevestigd, waaronder het ministerie van Financiën in het General Treasury Building en het ministerie van Buitenlandse Zaken in het Republic Building. SLNS Parakrama, het hoofdkwartier van de Sri Lankaanse marine, bevindt zich aan Flagstaff Street. Aan de Janadhipathi Mawatha (voorheen Queens Street) staan de Centrale Bank van Sri Lanka en het oude General Post Office. Verder is Fort de locatie van de hoofdkantoren van veel banken en bedrijven. Hierom wordt het beschouwd als het financiële centrum van Colombo. Het World Trade Center van Colombo is een van de hoogste gebouwen in de stad. De beurs van Colombo en vele toonaangevende bedrijven zijn hierin gevestigd. De hoofdkantoren van Sri Lanka Telecom en Ceylinco Consolidated bevinden zich in Ceylinco House. Ook staan er grote hotels, waaronder het Grand Oriental Hotel, het Colombo Hilton, het Colombo Intercontinental, het Galadari Hotel en het Colombo City Hotel.

## Afbeeldingen

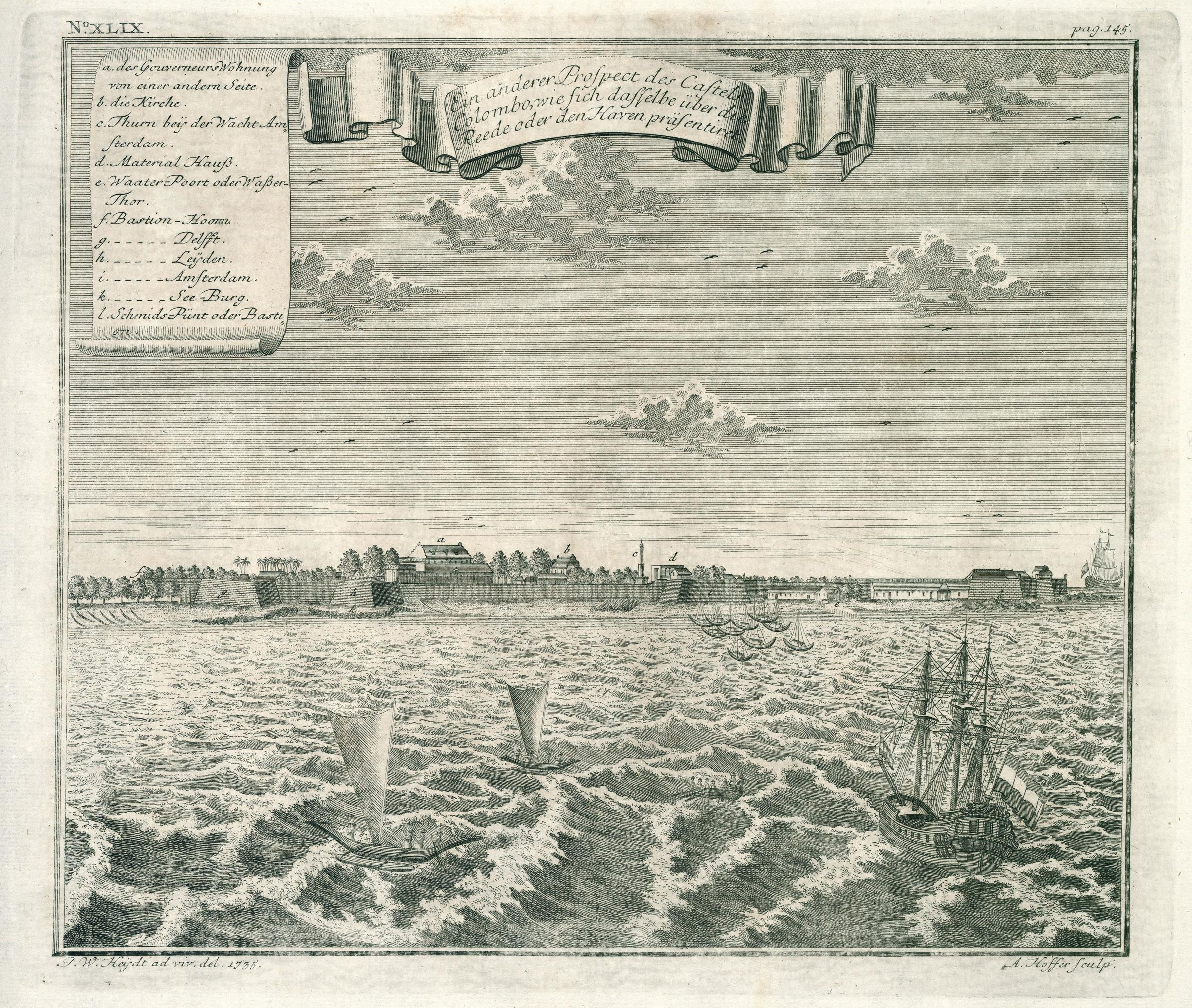
Het fort rond 1735 gezien vanaf de rede
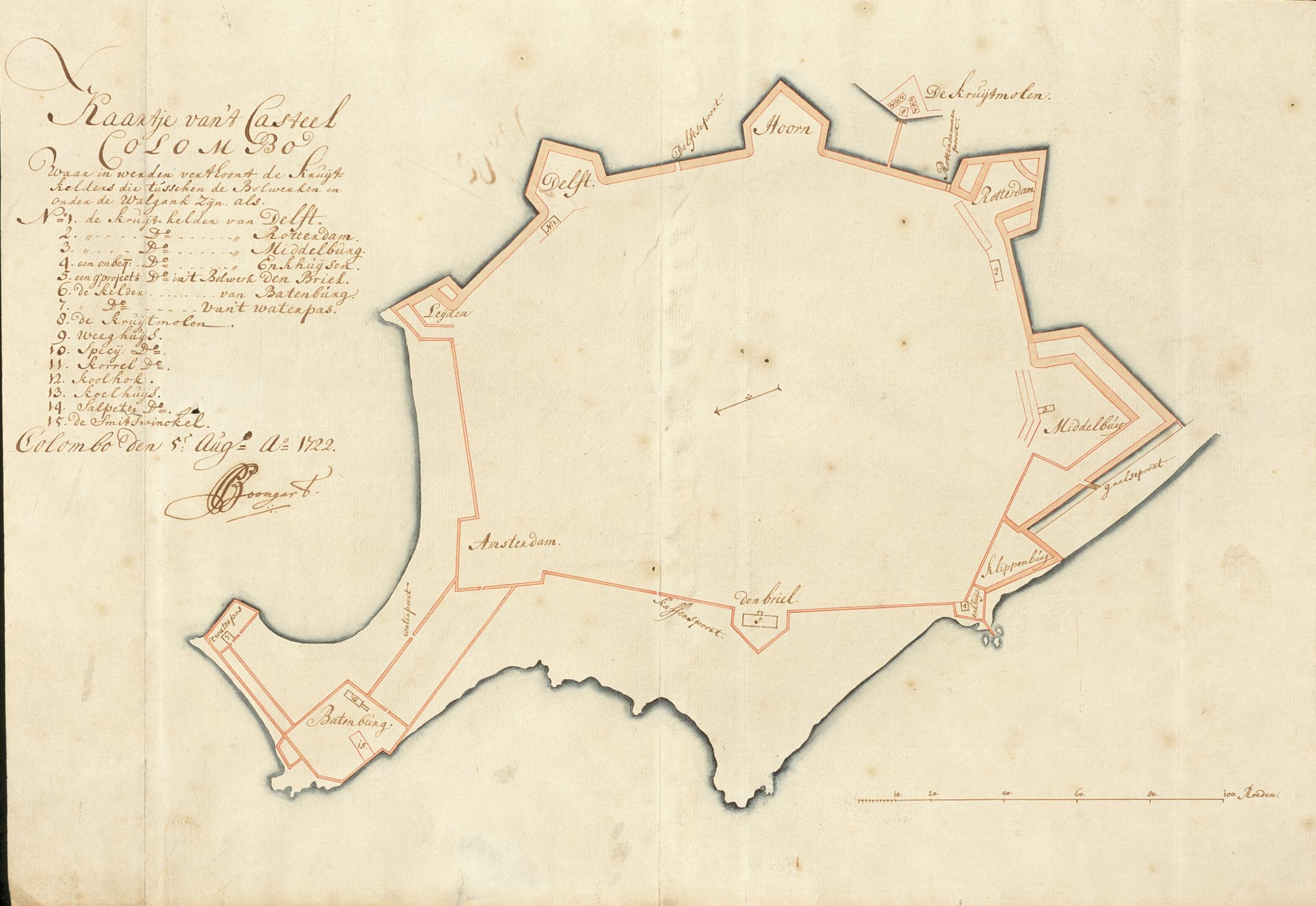
Kaart van het fort rond 1722
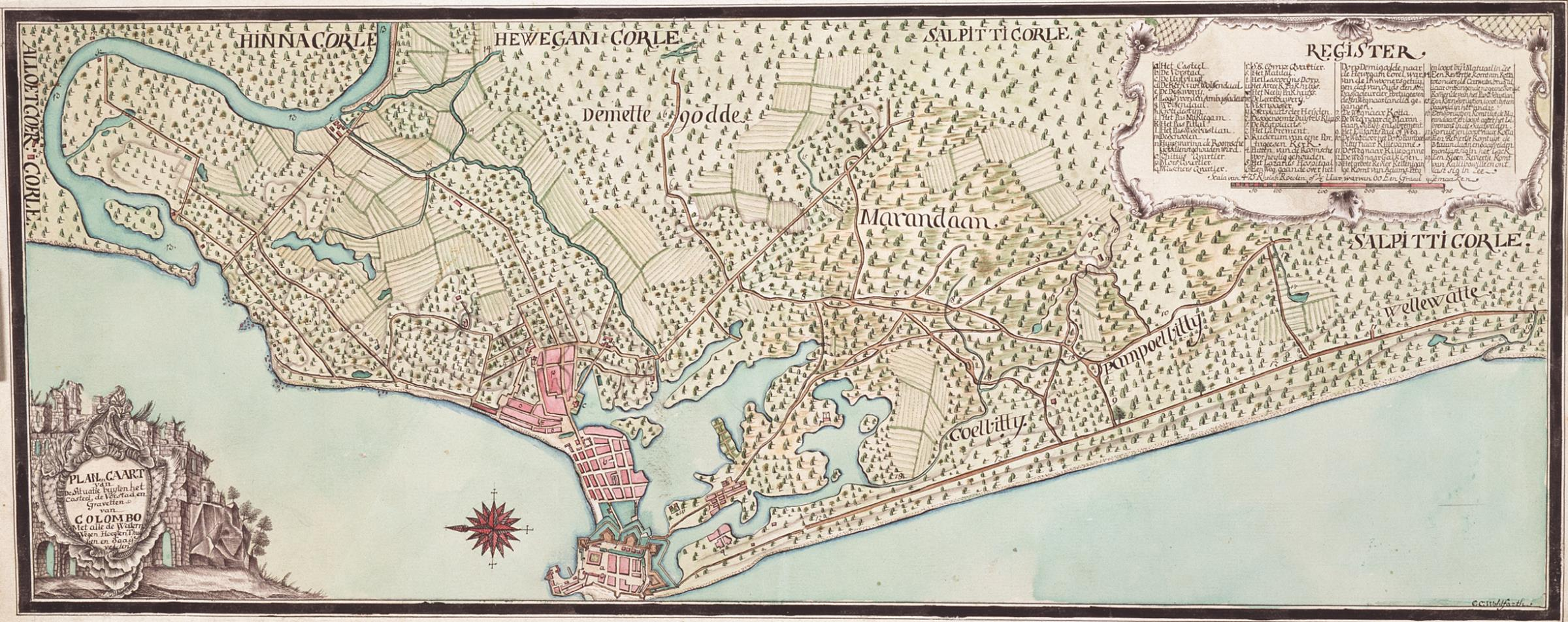
Fort en Pettah met stadsuitbreiding en omliggende 'tuinen en zaaivelden', eind 18de eeuw
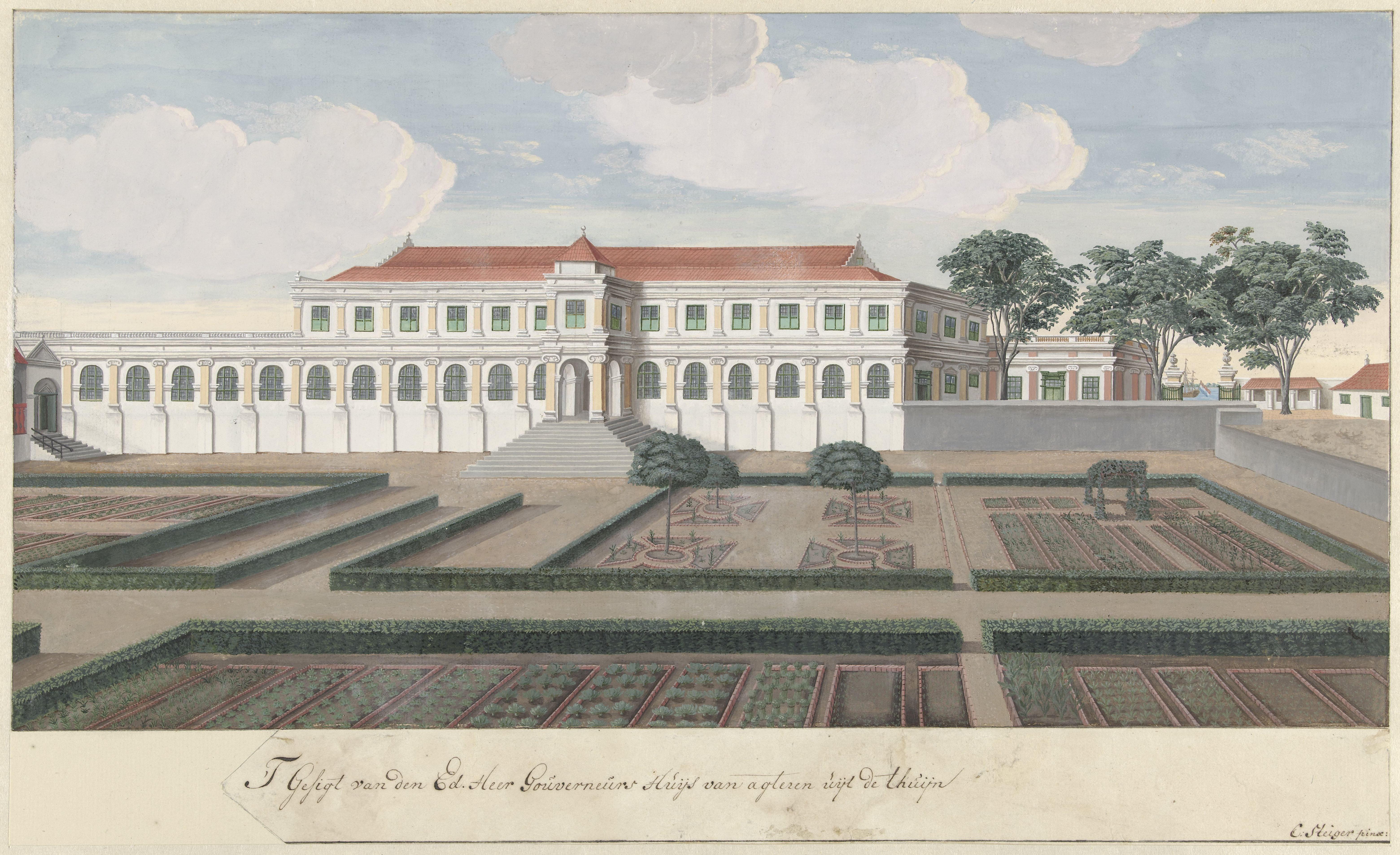
Gouverneurshuis met tuin in 1710. Nu President's House.
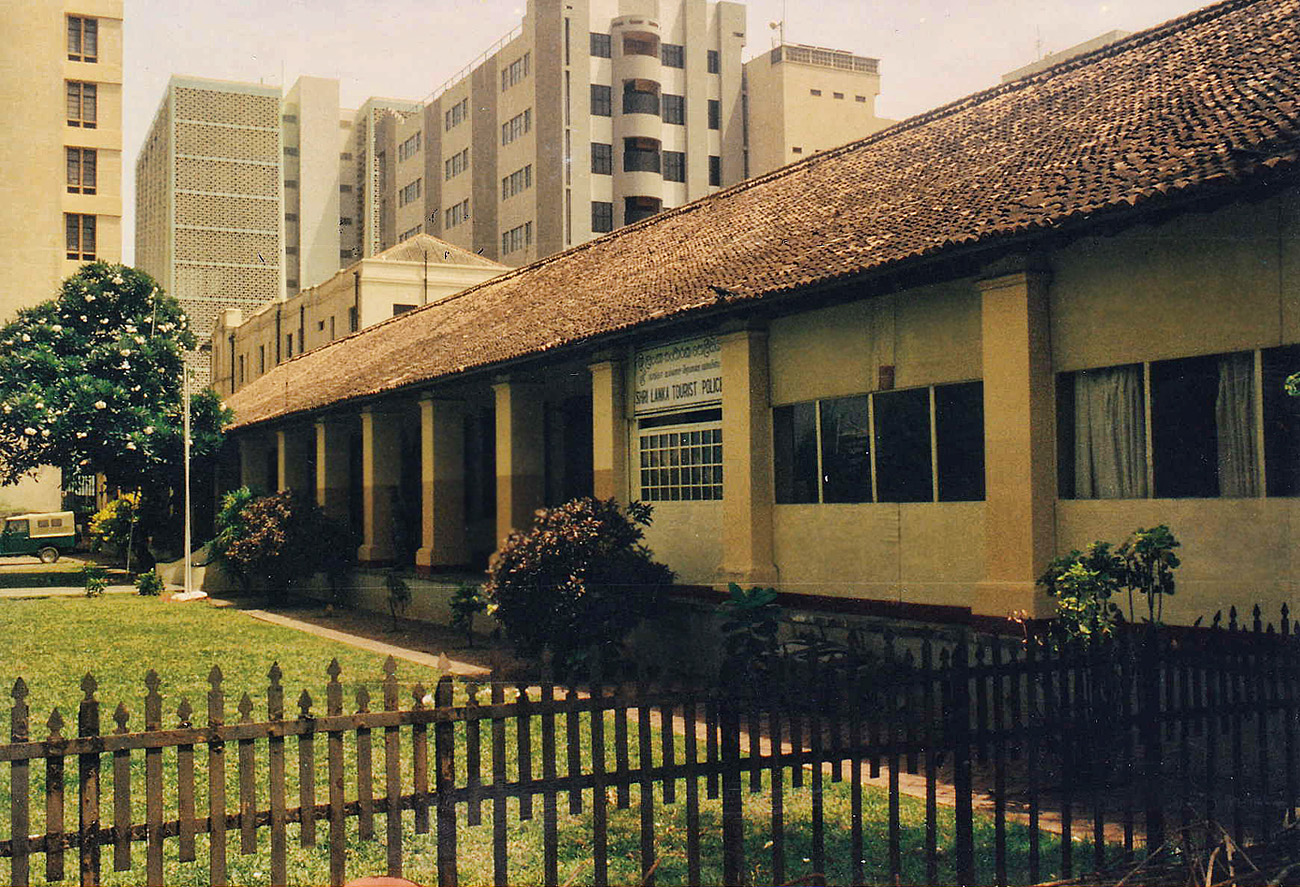
Dutch Hospital
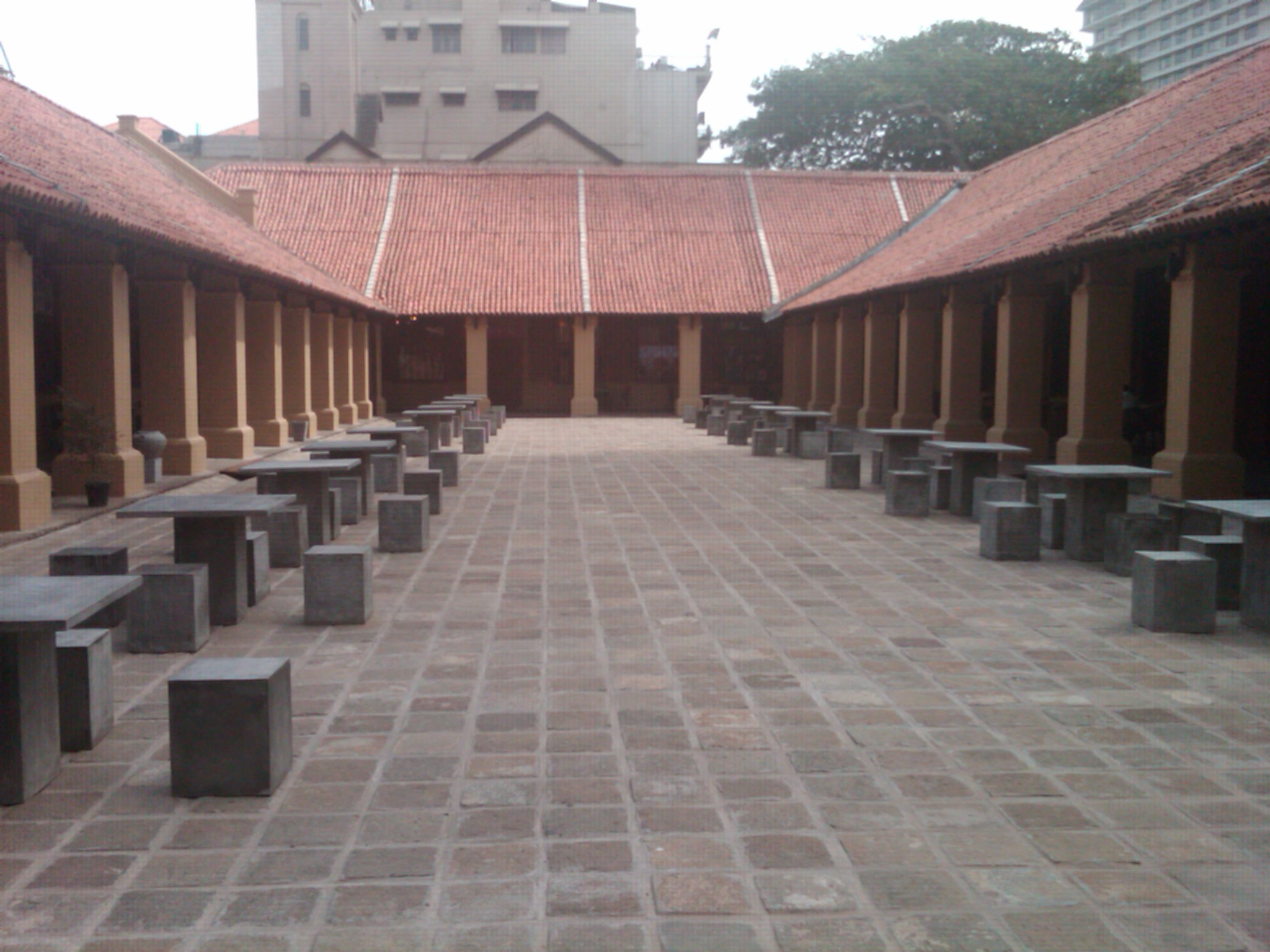
Dutch Hospital gerestaureerd
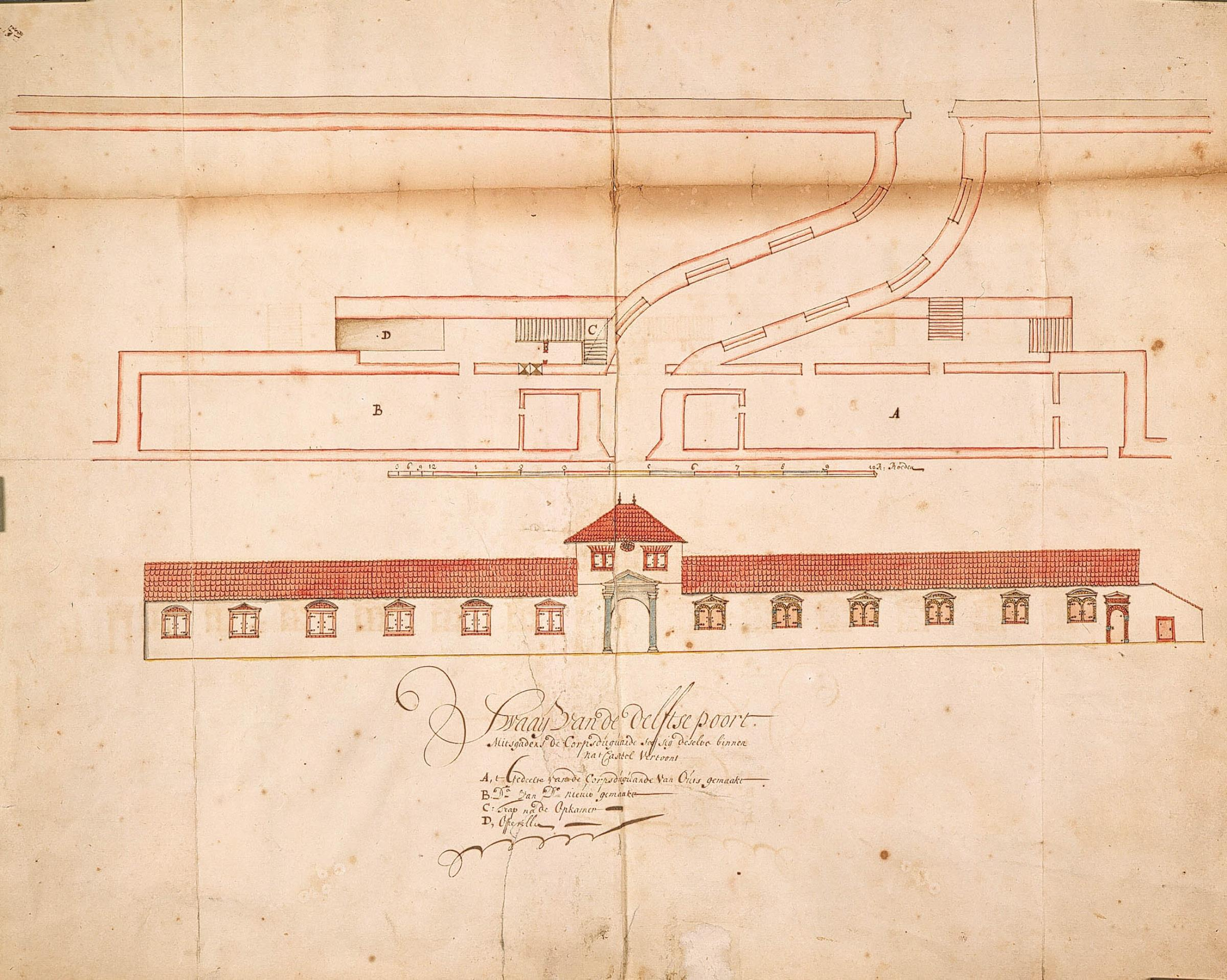
Profiel van de Delftse Poort in 1698
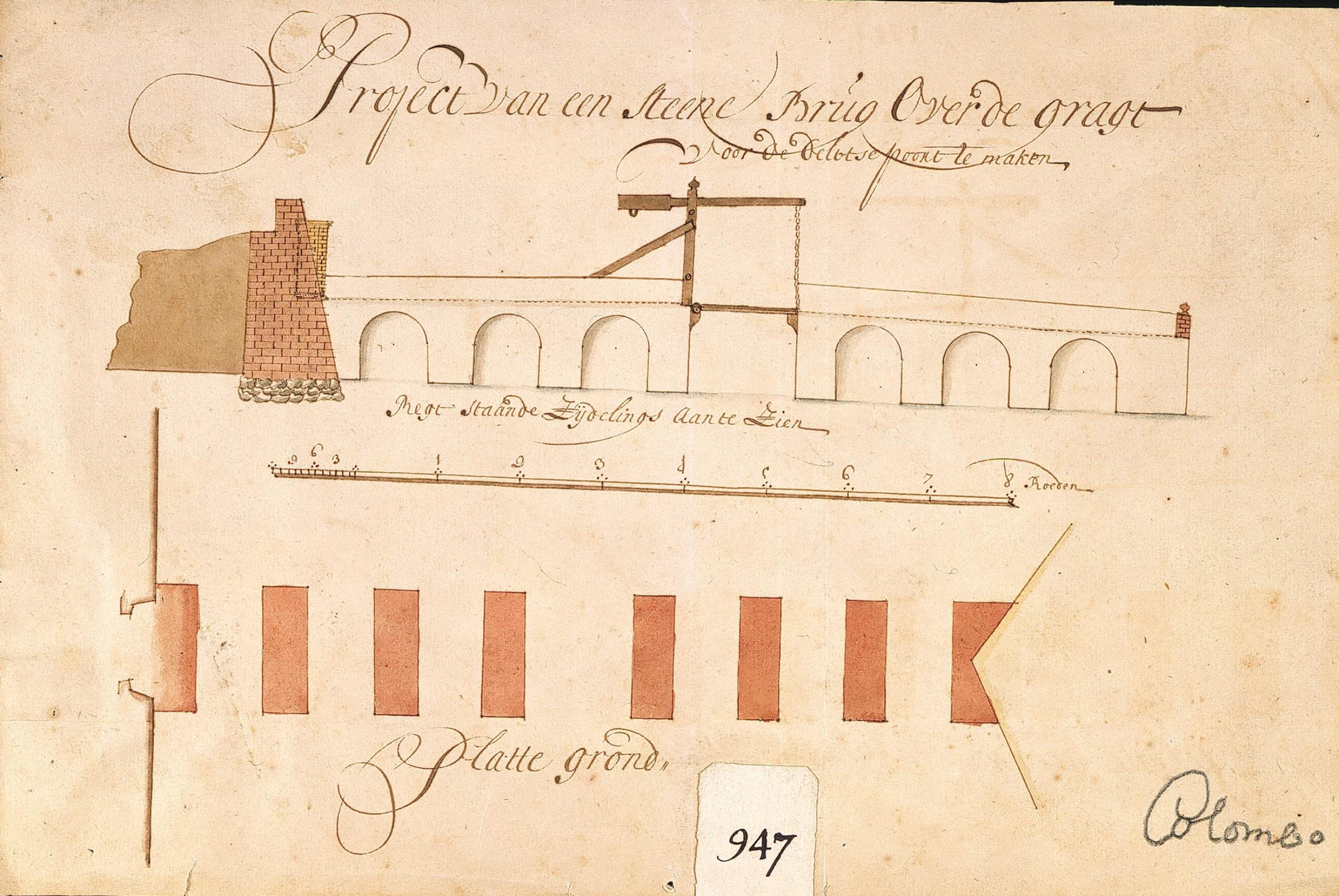
Profiel van de brug bij de Delftse Poort in 1692
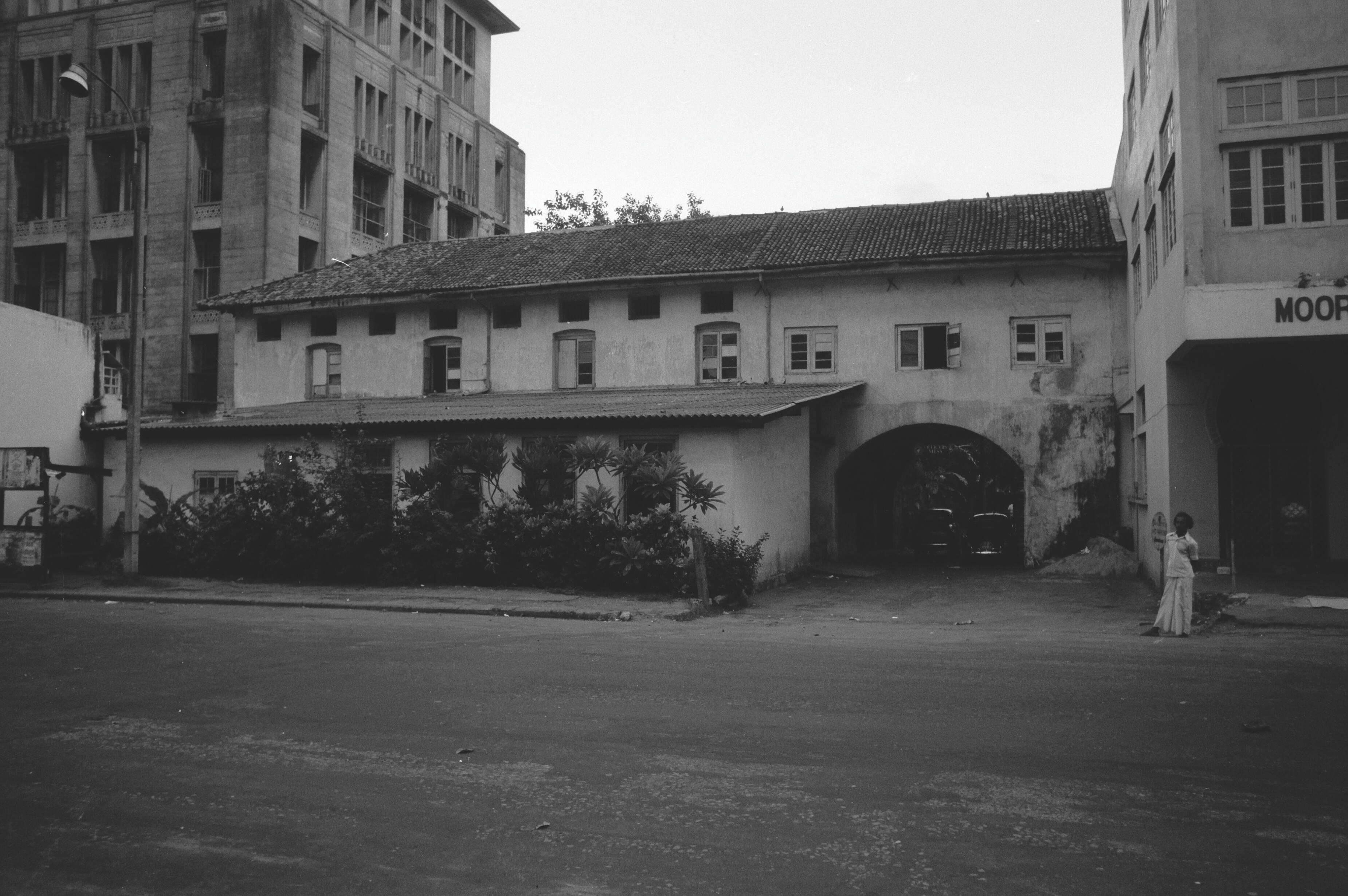
De Delftse Poort in 1980
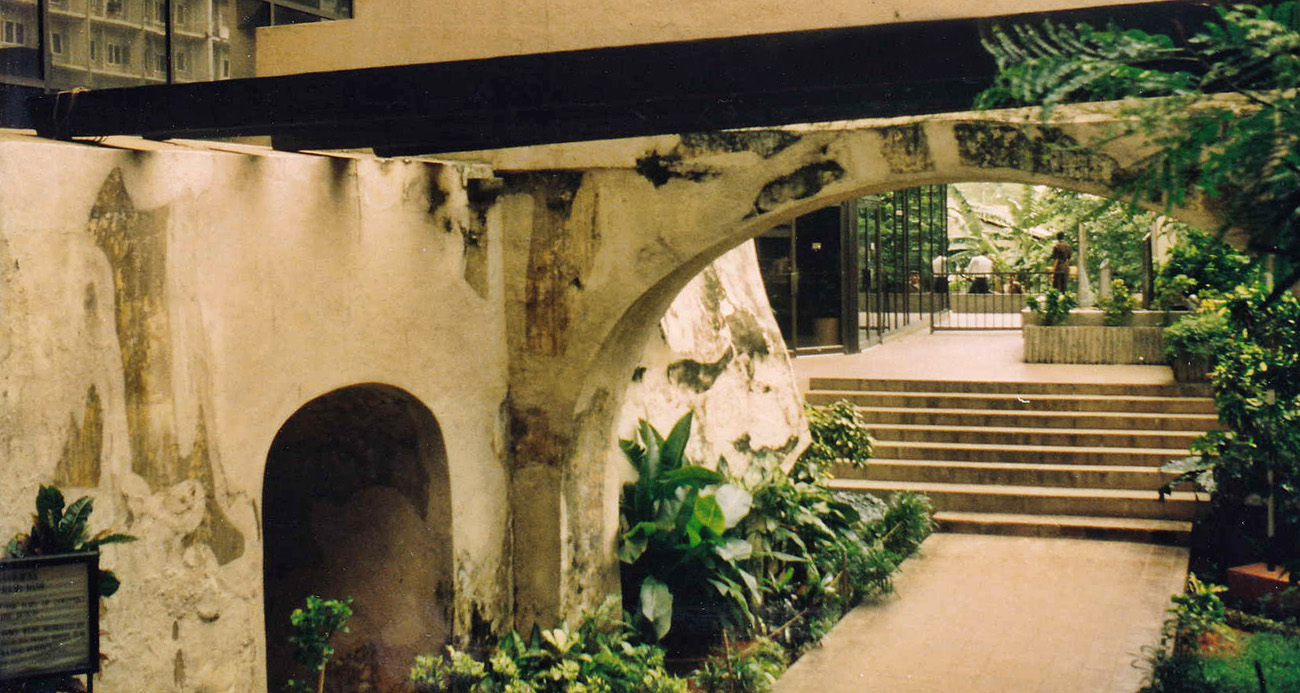
De Delftse Poort in 1992
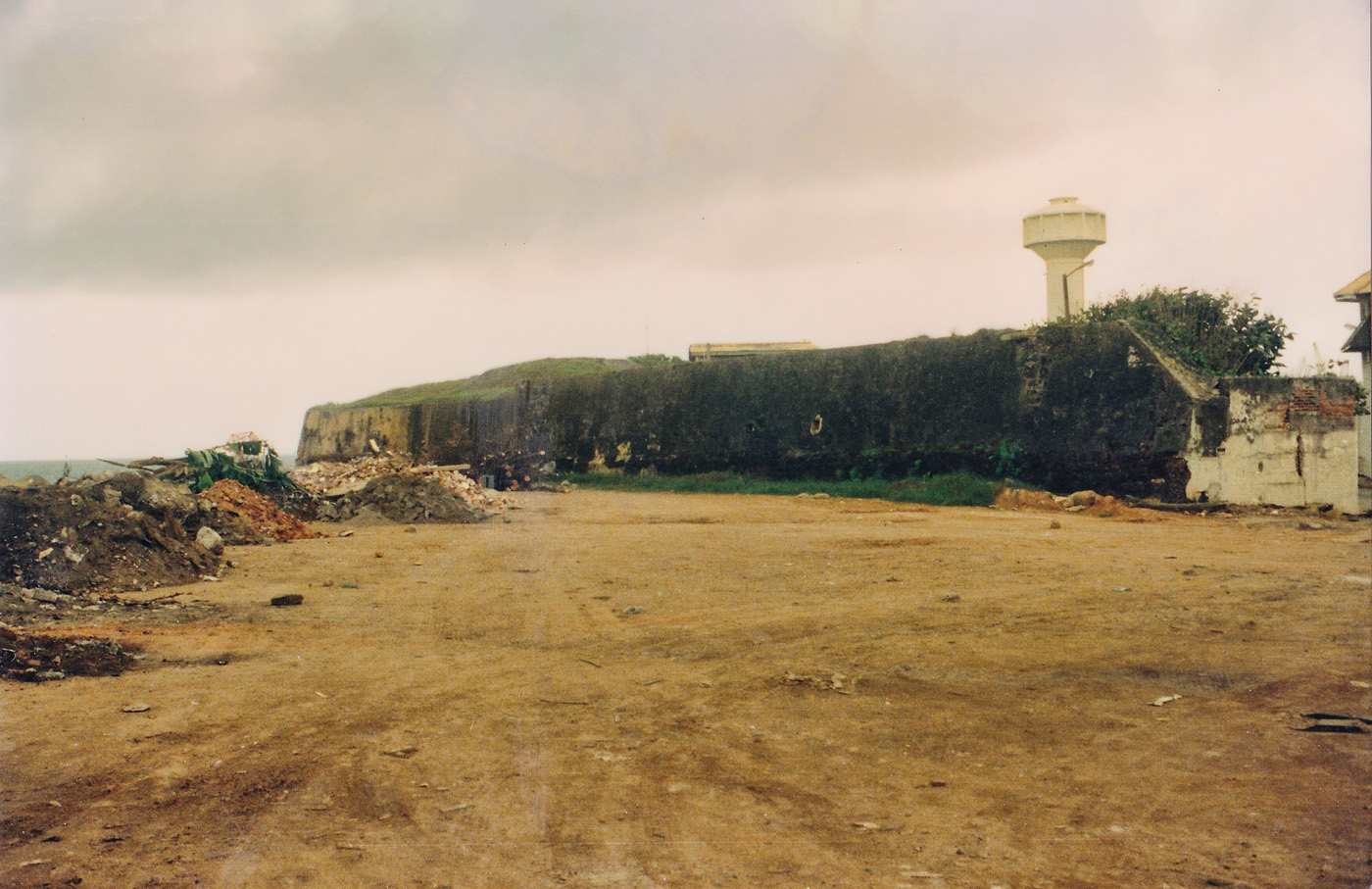
Battenburg bastion in 1992
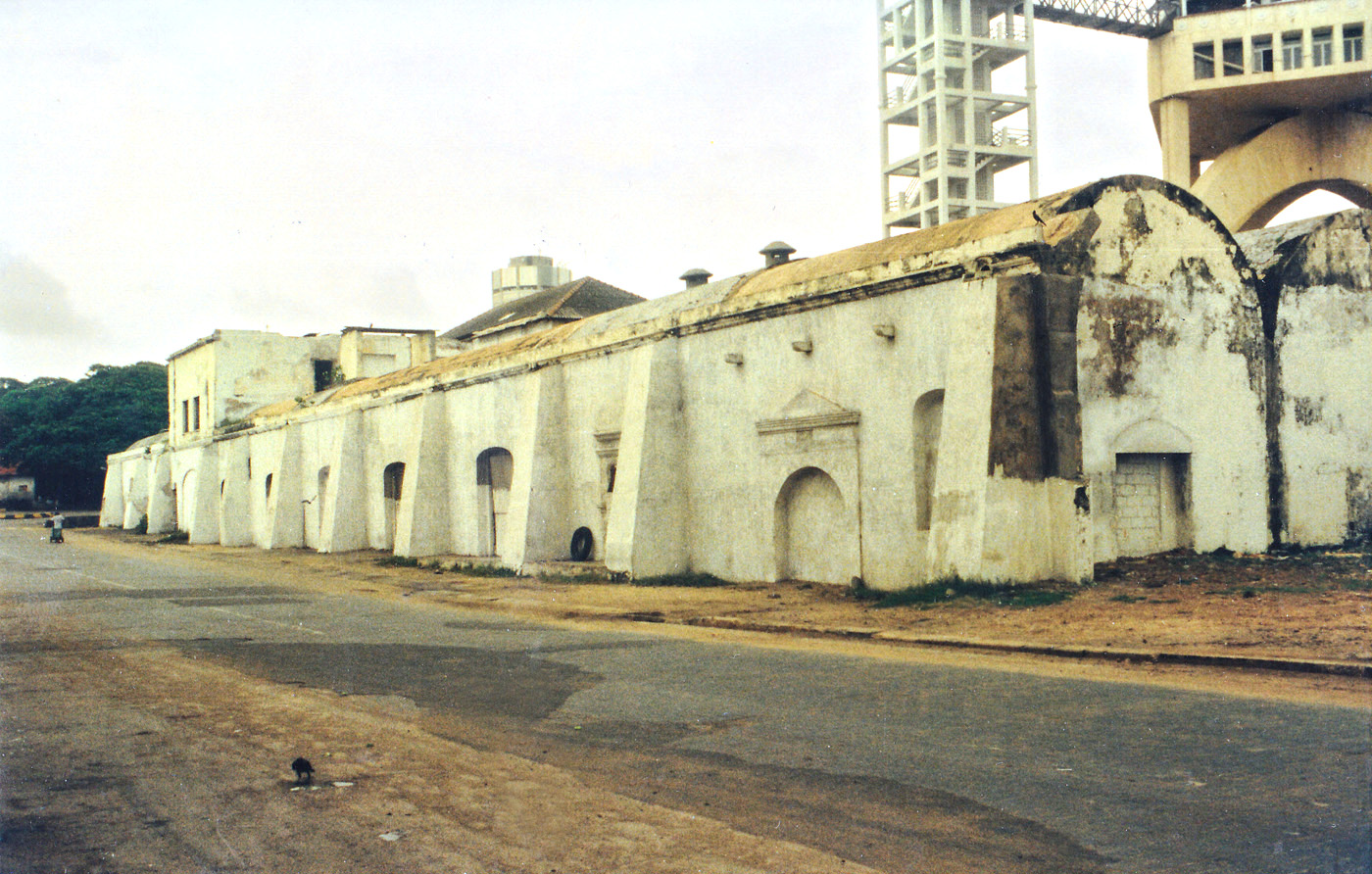
VOC pakhuis uit 1676, nu het Maritiem Museum
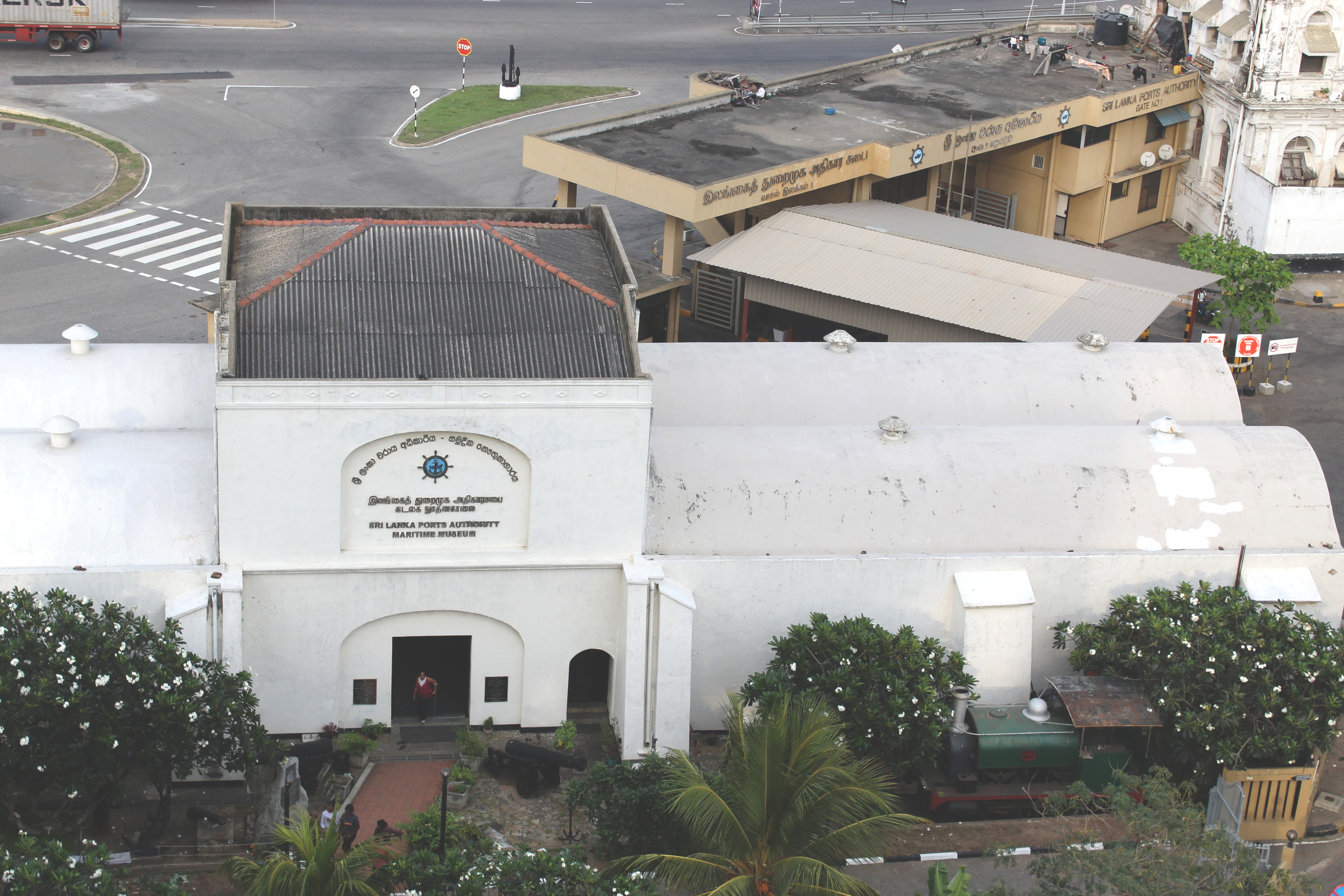
Colombo Maritiem Museum in 2019
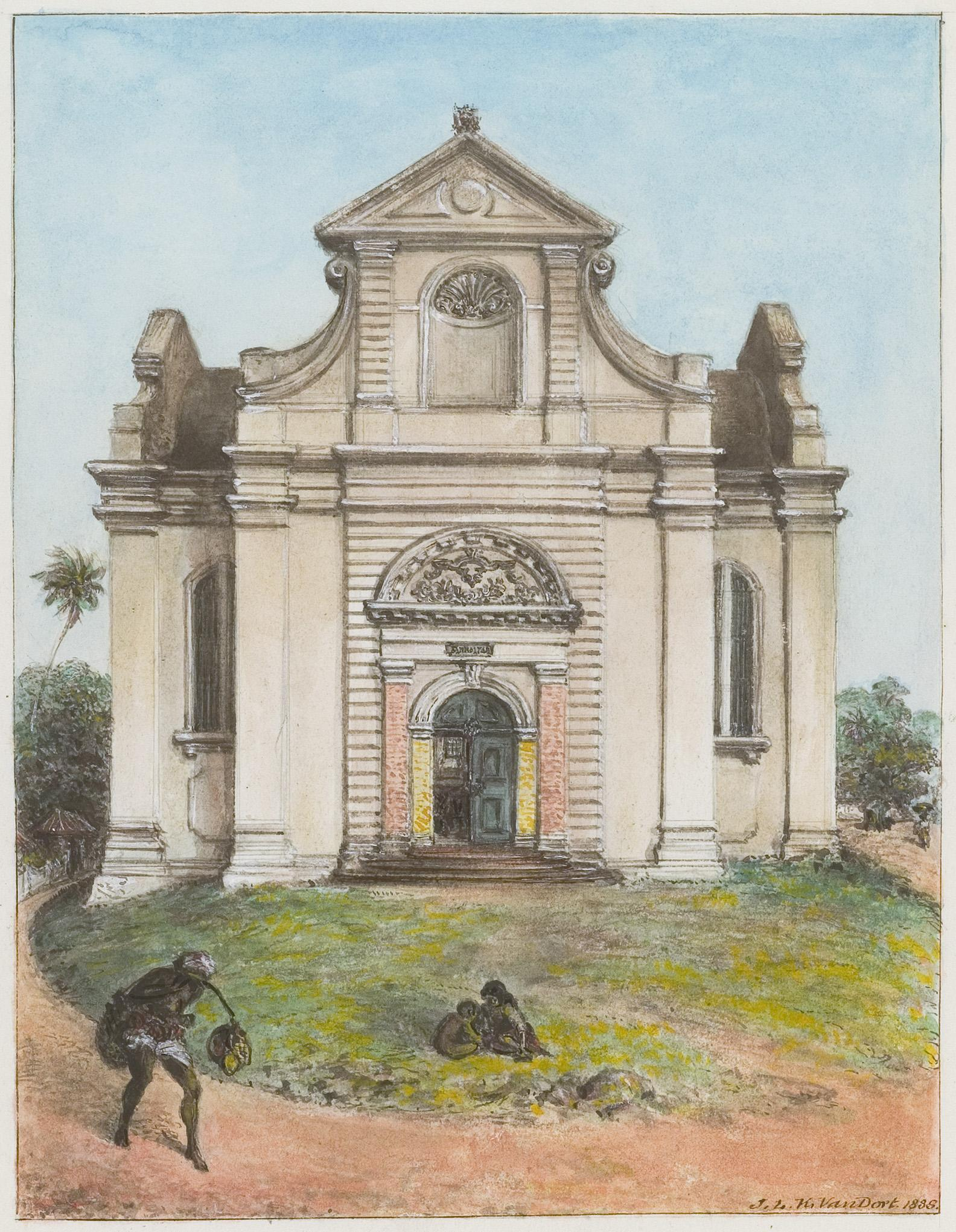
Wolvendaal kerk in 1888 door van Dort
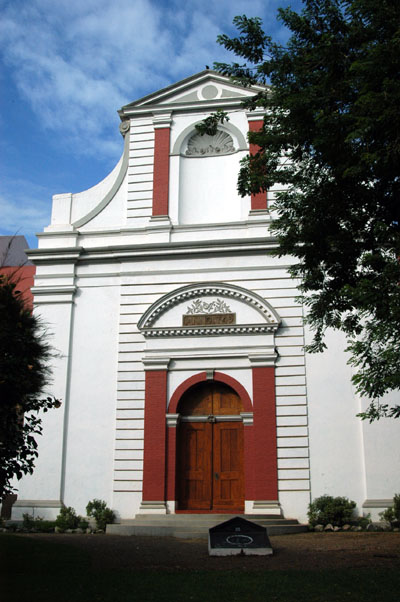
Wolvendaal kerk in 2006
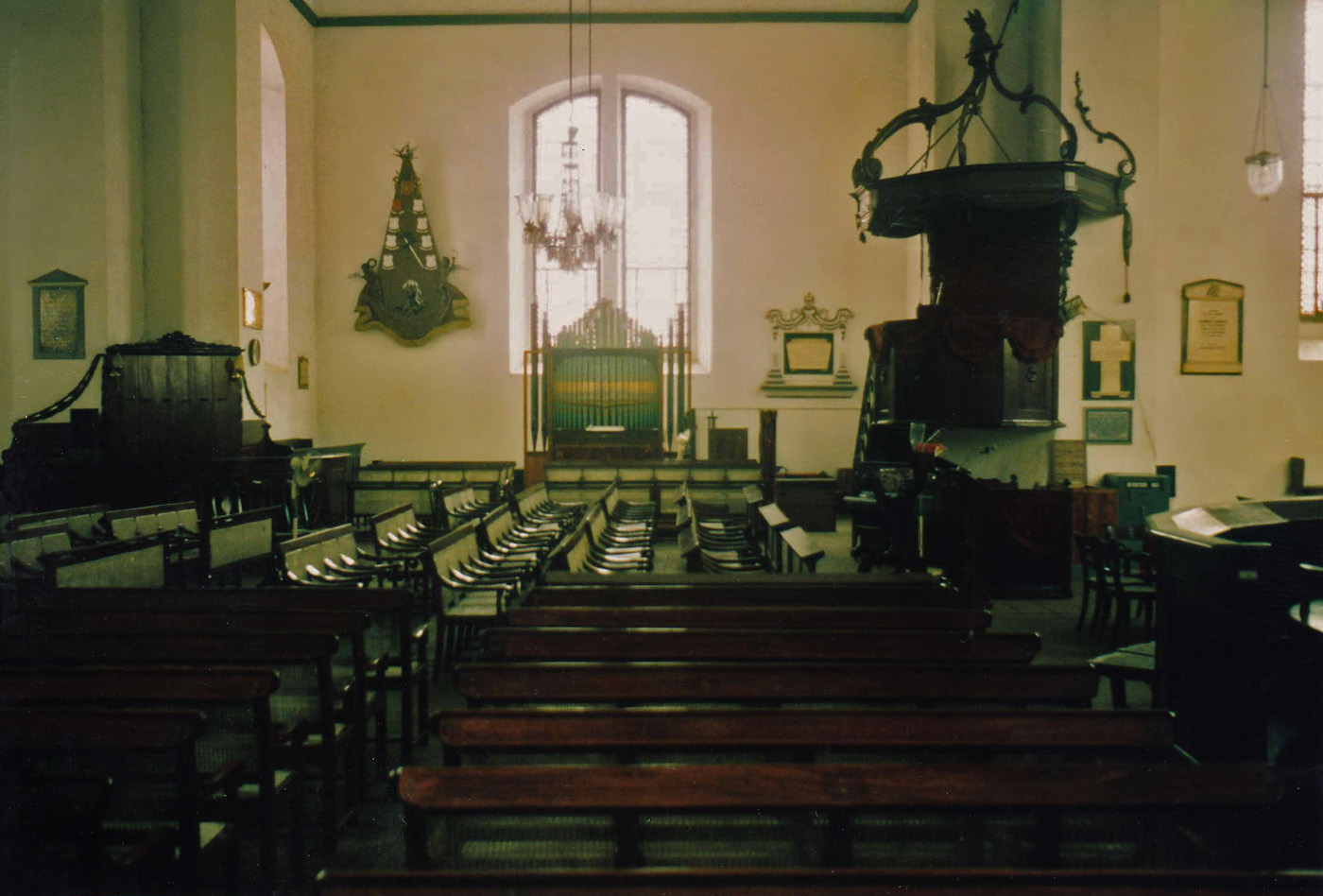
Interieur Wolvendaal kerk
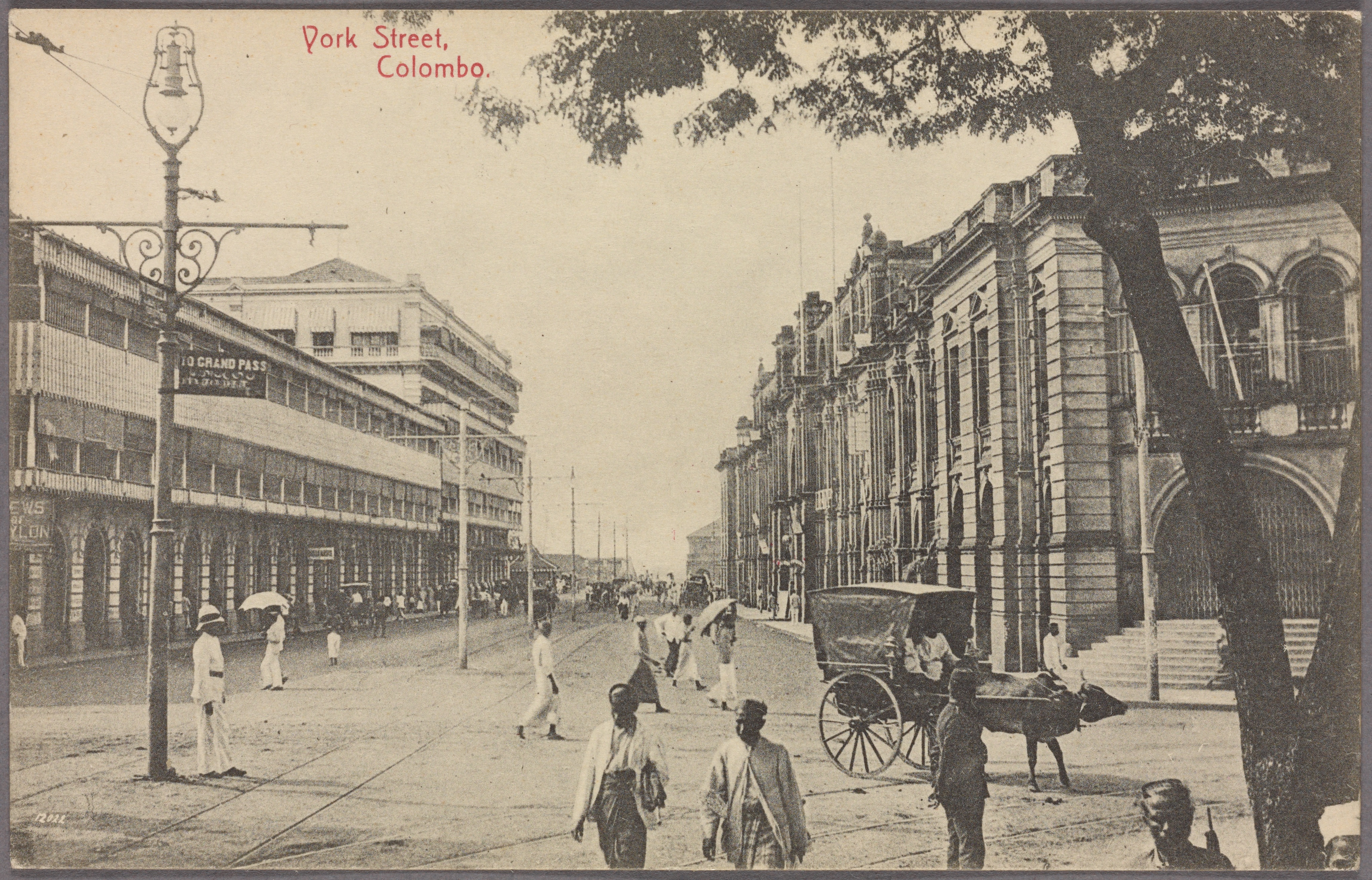
York Street in 1907
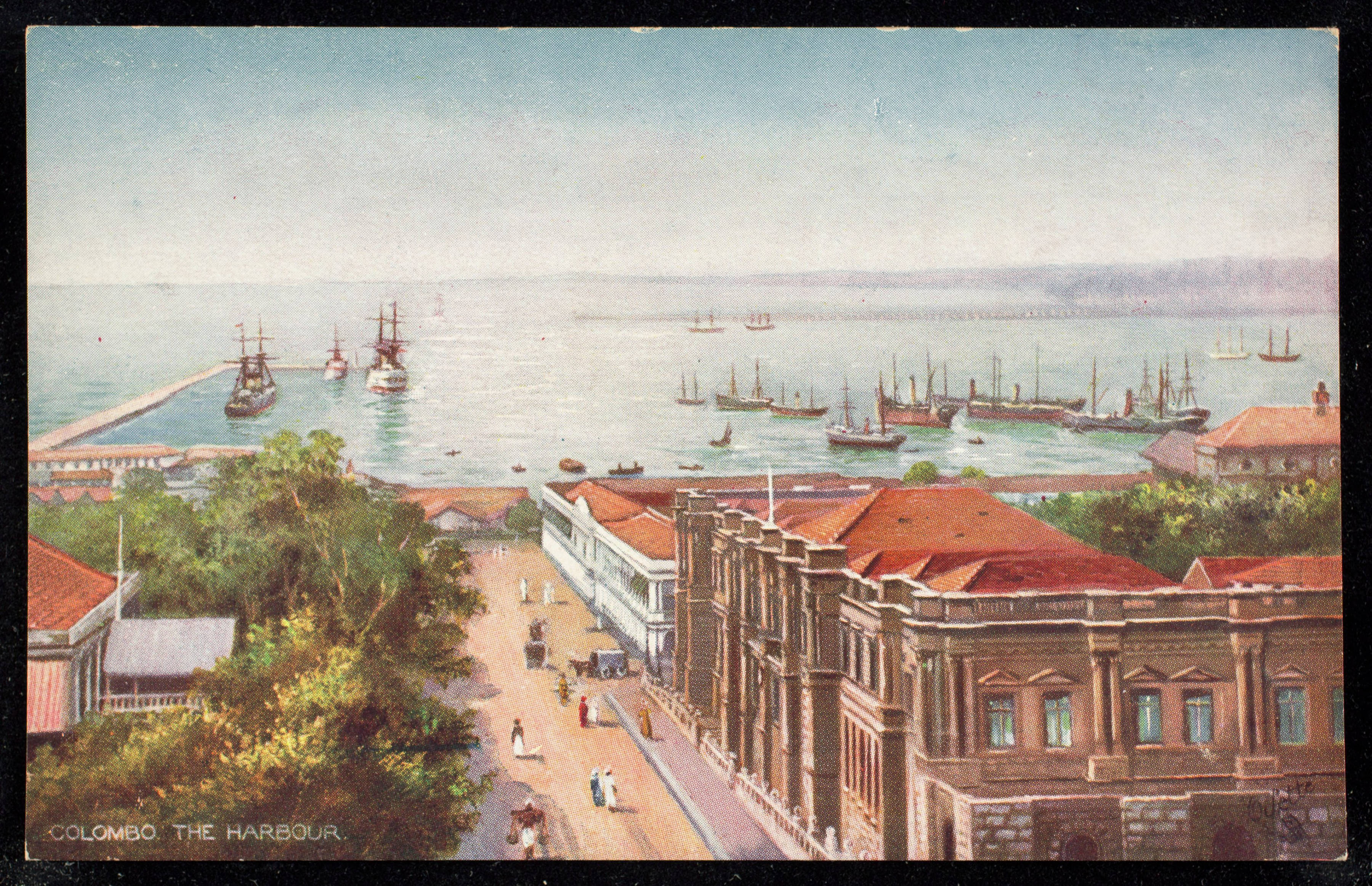
De haven in 1903
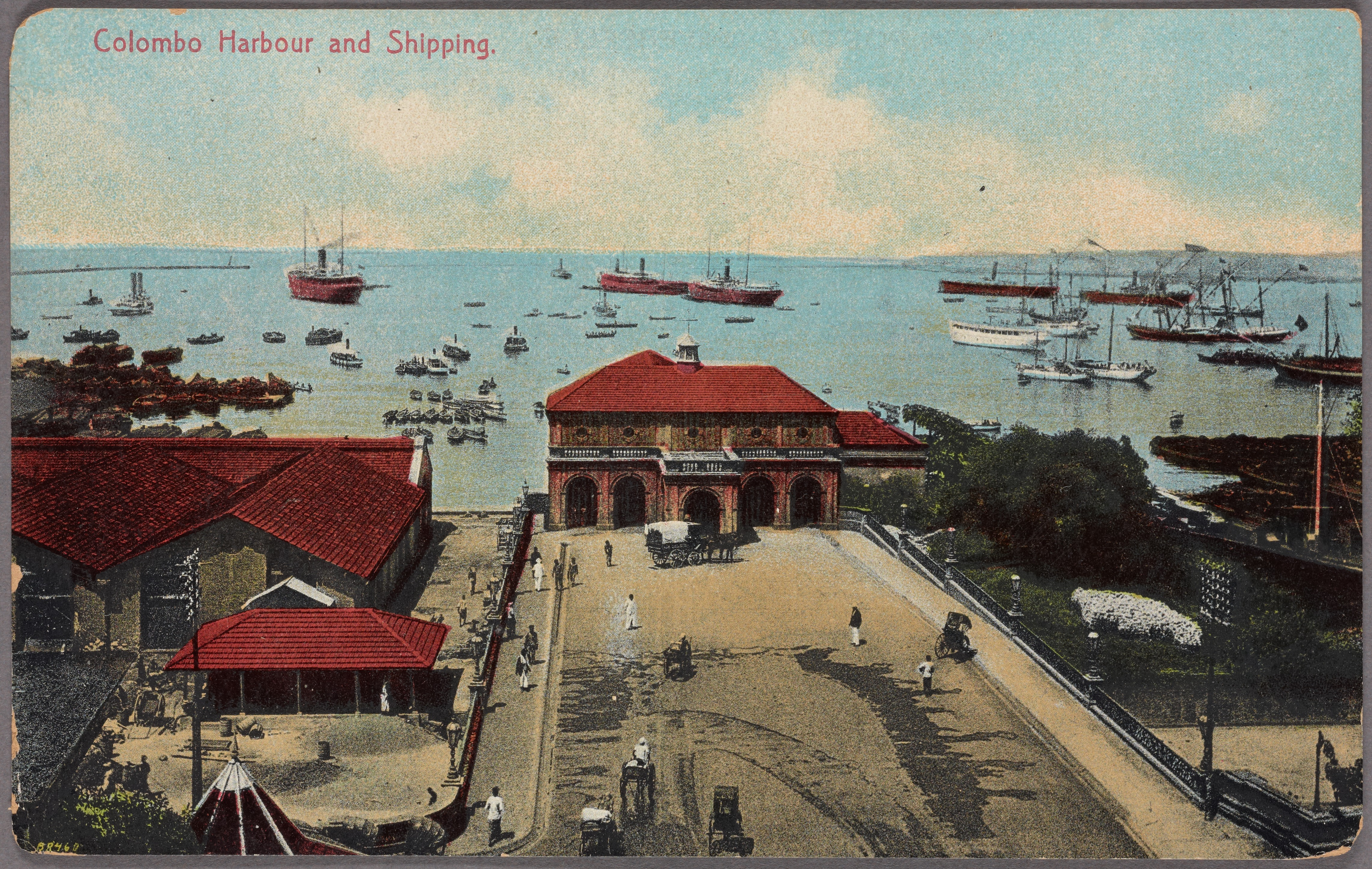
De haven in 1907
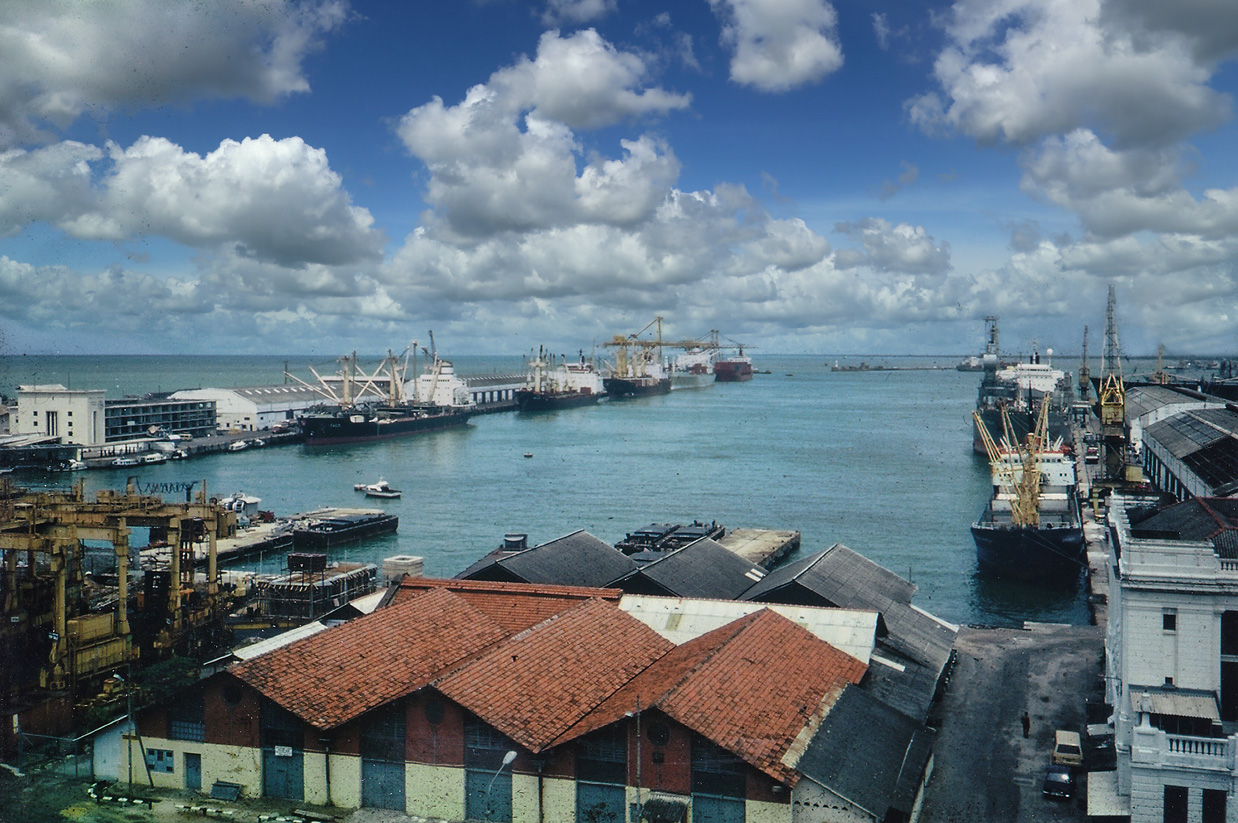
De haven in 1992
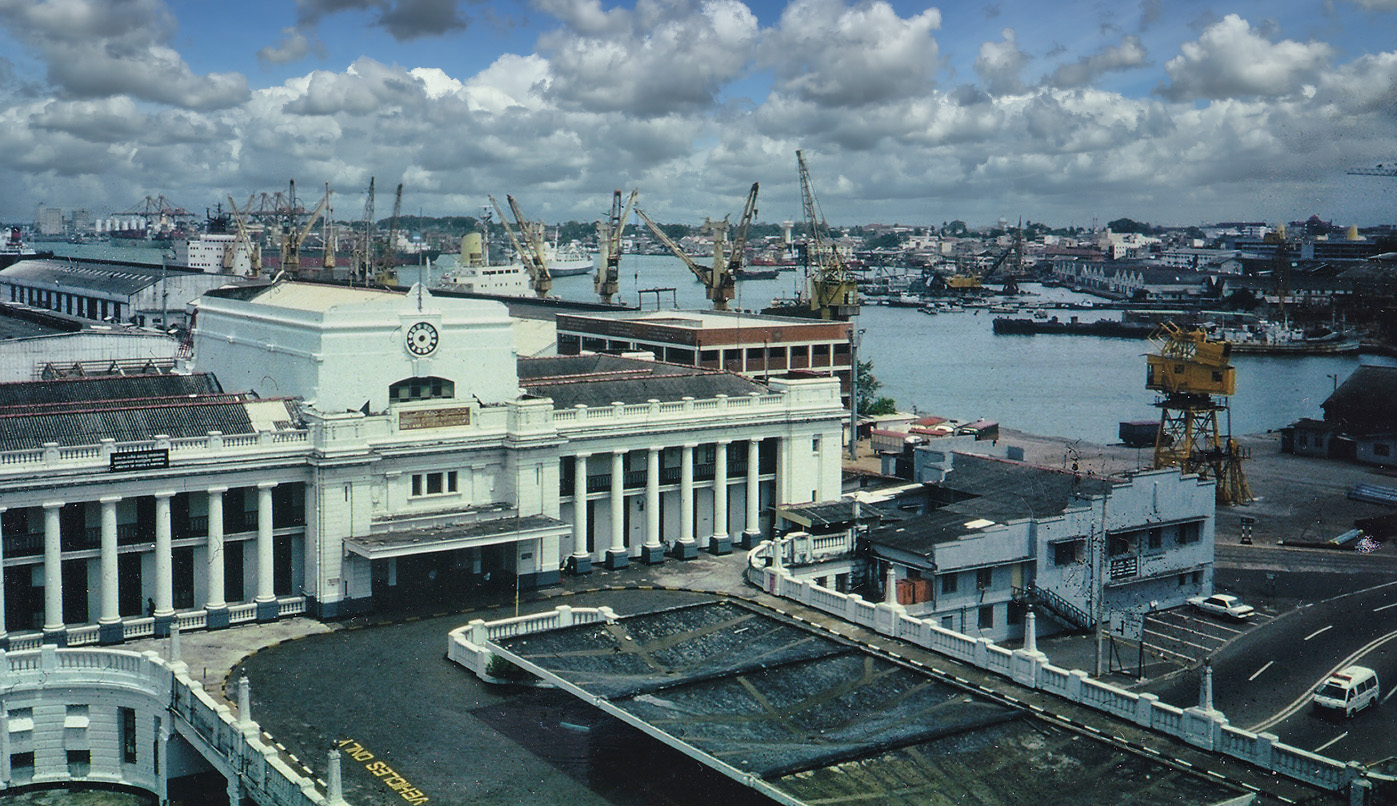
Gebouw van de Sri Lanka Ports Authority